# Histoire des inégalités économiques
Vous lisez un « bon article » labellisé en 2024.
L'histoire des inégalités économiques est un domaine d'étude historico-économique cherchant à rendre compte de l'évolution de la répartition non-uniforme des richesses produites ou détenues au cours de l'Histoire entre les différents groupes d'une même société, ou entre différentes sociétés.
Les inégalités de richesse existent dès la Préhistoire avec des logiques de domination entre sociétés et entre individus. Bien que le degré d'inégalités ait été hétérogène sur la période, les inégalités continueront d'être en moyenne élevées jusqu'à la complète émergence du capitalisme avec la révolution industrielle.
La révolution industrielle exacerbe aux niveaux international et intranationaux les inégalités économiques à des niveaux inédits jusqu'à atteindre son palier historiquement le plus haut lors de la Belle Époque, avant que les guerres mondiales et le développement de l'État-providence pour les pays capitalistes, et le socialisme pour les pays du bloc de l'Est, ne réduisent considérablement le degré d'inégalité économique parmi les hommes.
Cependant les inégalités intra-pays recommencent à augmenter au niveau mondial à partir de la fin du XXe siècle jusqu'à nos jours, notamment à cause de la chute des régimes socialistes côté Est et du tournant néolibéral côté Ouest. Des économistes, politiciens et millionnaires regrettent cette hausse jugée inefficace ou injuste du degré d'inégalité et réclament une plus forte intervention étatique et une plus grande taxation des plus riches.
Une majorité d'économistes craignent par ailleurs que les inégalités ne cessent d'augmenter à une échelle mondiale au cours du XXIe siècle, s'inquiétant du fait que les politiciens favorisent délibérément les plus riches, et redoutant plus récemment les possibles conséquences de l'intelligence artificielle sur le marché du travail.

## Théories sur l'évolution des inégalités dans l'Histoire

### Lutte des classes

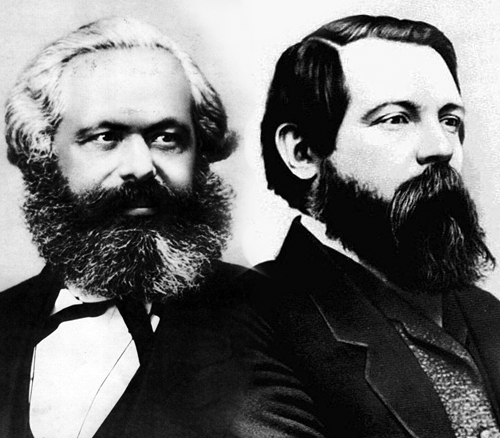
Les principaux théoriciens de la conception matérialiste de l'histoire : Karl Marx et Friedrich Engels.

D'après Karl Marx, la lutte des classes est le moteur de l'Histoire : le conflit entre une classe dominante de possédants et une classe dominée d'exploités constitue le mécanisme explicatif principal de l'évolution historique et des inégalités. Cette philosophie de l'histoire, nommée matérialisme historique (car partant de l'analyse des rapports matériels entre les personnes), définit ainsi plusieurs périodes. D'abord l'humanité aurait vécu dans un communisme primitif avec une forte égalité sociale, auquel aurait succédé l'esclavagisme (lutte entre maître et esclave), le féodalisme (lutte entre seigneur et serf), et enfin le capitalisme (lutte entre bourgeois et prolétaire).
La transition d'une époque à une autre s'opère quand la superstructure idéologico-politique n'est plus adaptée au développement récent des moyens de production (c'est-à-dire l’infrastructure matérielle). Par exemple dans l'analyse marxiste, la Révolution française a marqué le remplacement de l'ancienne superstructure féodale par une superstructure bourgeoise, ce remplacement s'expliquant par le fait que la bourgeoisie était devenue récemment dominante économiquement (c'est-à-dire dans l'infrastructure matérielle) par sa possession d'usines et de grands moyens de production, lui permettant d'accumuler du capital, en quantité plus importante que les seigneurs. D'où le nom donné à la période contemporaine dominée par la bourgeoisie : le capitalisme.
Le mode de production capitaliste est censé lui-même être remplacé prochainement par le communisme, c'est-à-dire par la socialisation des moyens de production : étant donné que le capitalisme a déjà socialisé le travail à l'échelle planétaire (division internationale du travail, chaînes de valeur mondialisées des multinationales…), il ne resterait plus qu'à socialiser les outils de travail (c.-à-d. les moyens de production) lors d'une révolution communiste. Dit en termes marxistes, la superstructure bourgeoise, si elle a eu son utilité historique en développant et concentrant les moyens de production, n'est plus adaptée aux moyens de production contemporains (qui nécessitent une forte socialisation), et, dès lors, ce n'est plus qu'une question de temps avant que cette superstructure soit remplacée, via la lutte des classes, pour aboutir à une société sans classes, socialiste puis communiste.

### Courbe de Kuznets

La courbe de Kuznets.

D'après Simon Kuznets, l'augmentation des inégalités est inévitable avec l'apparition de la révolution industrielle, car cette dernière nécessite une forte concentration de capitaux pour permettre l'industrialisation, avant que le degré d'inégalités ne s'abaisse au cours du temps par la nécessité pour les propriétaires d'employer une main d’œuvre qualifiée à mesure que les tâches se complexifient, dès lors les salaires montent.
Cette évolution est dite « naturaliste » puisqu'elle devrait s'appliquer à tout pays à l'étape de son développement industriel, c'est-à-dire lors de son décollage économique (take-off), et ce sans que l’État n'ait à faire quoi que ce soit.

### Le jeu des institutions

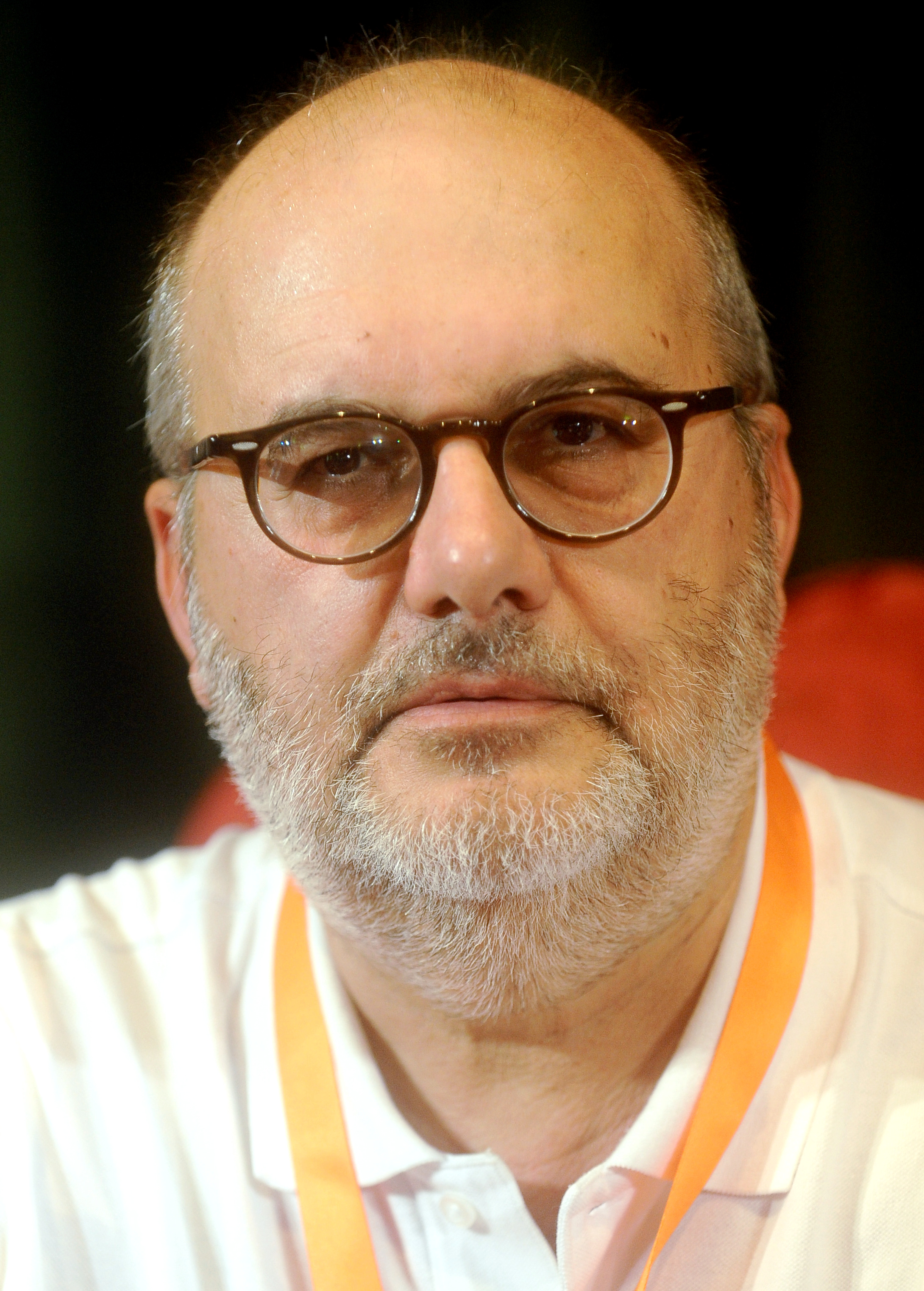
Branko Milanović en 2018.

La vision « naturaliste » de l'évolution des inégalités chez Kuznets est remise en cause par Branko Milanović, qui estime qu'il n'y a rien de naturel dans l'évolution historique des inégalités, mais qu'elle serait plus le simple produit des conflits sociaux et des institutions en jeu.

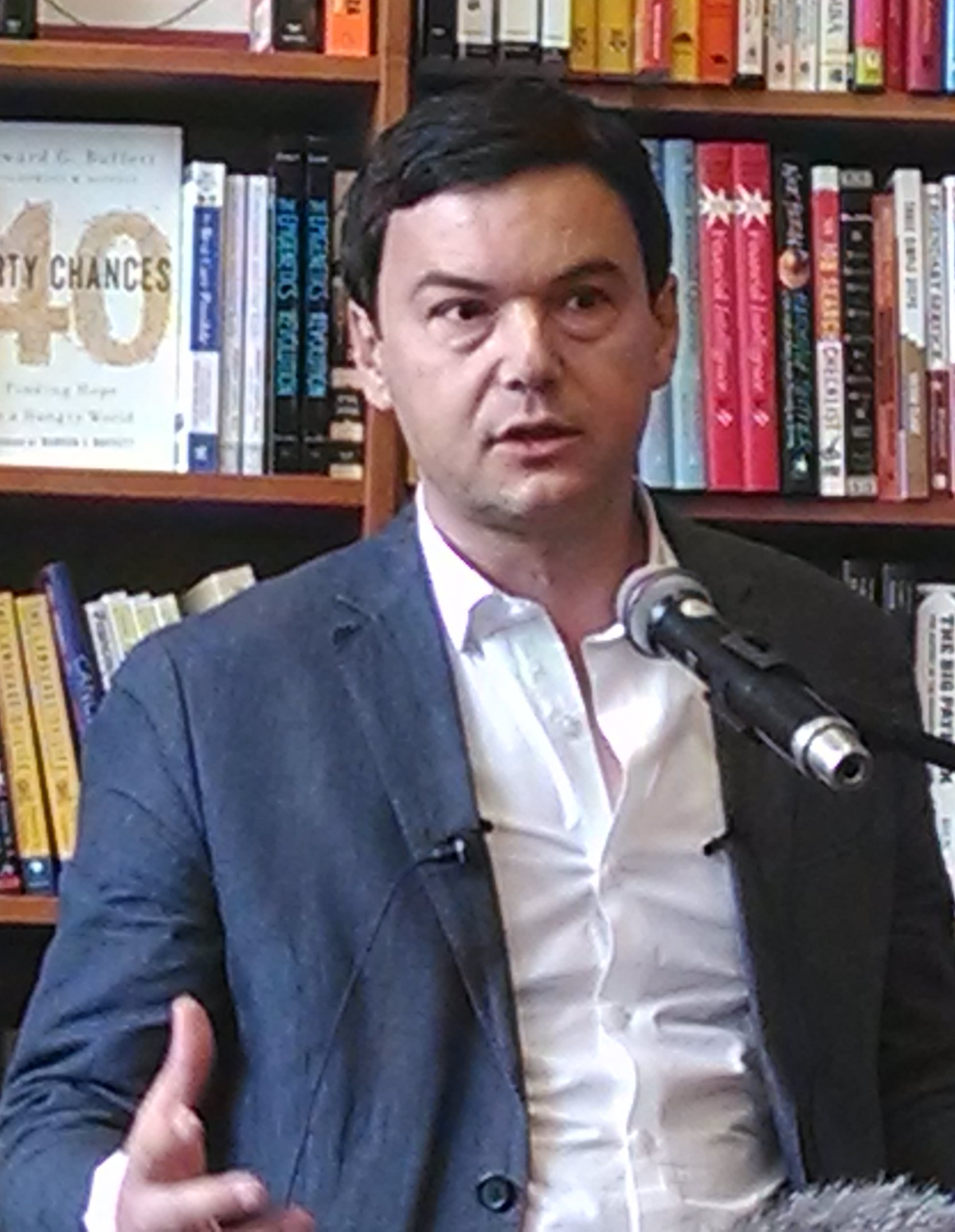
Thomas Piketty en 2014.

Thomas Piketty va jusqu'à dire que la hausse ou la baisse historique des inégalités sous le capitalisme relèverait de la contingence, et que ce sont les luttes sociales ainsi que les confrontations entre les idéologies qui permettent de transformer l'évolution des inégalités au sein d'une société.
Bien que Piketty nie toute loi faisant que la hausse des inégalités économiques soit intrinsèque au système capitaliste,, il démontre empiriquement que la norme au cours de l'histoire depuis le début de notre ère, y compris sous le capitalisme, est que le taux de croissance économique {\displaystyle g} reste inférieur au taux de rendement du capital {\displaystyle r}, situé à près de 4 ou 5 %. Ainsi les détenteurs du patrimoine détiennent une part toujours croissante du revenu national. En conséquence, de manière empirique, les inégalités économiques augmentent tendanciellement au cours de ces époques,.

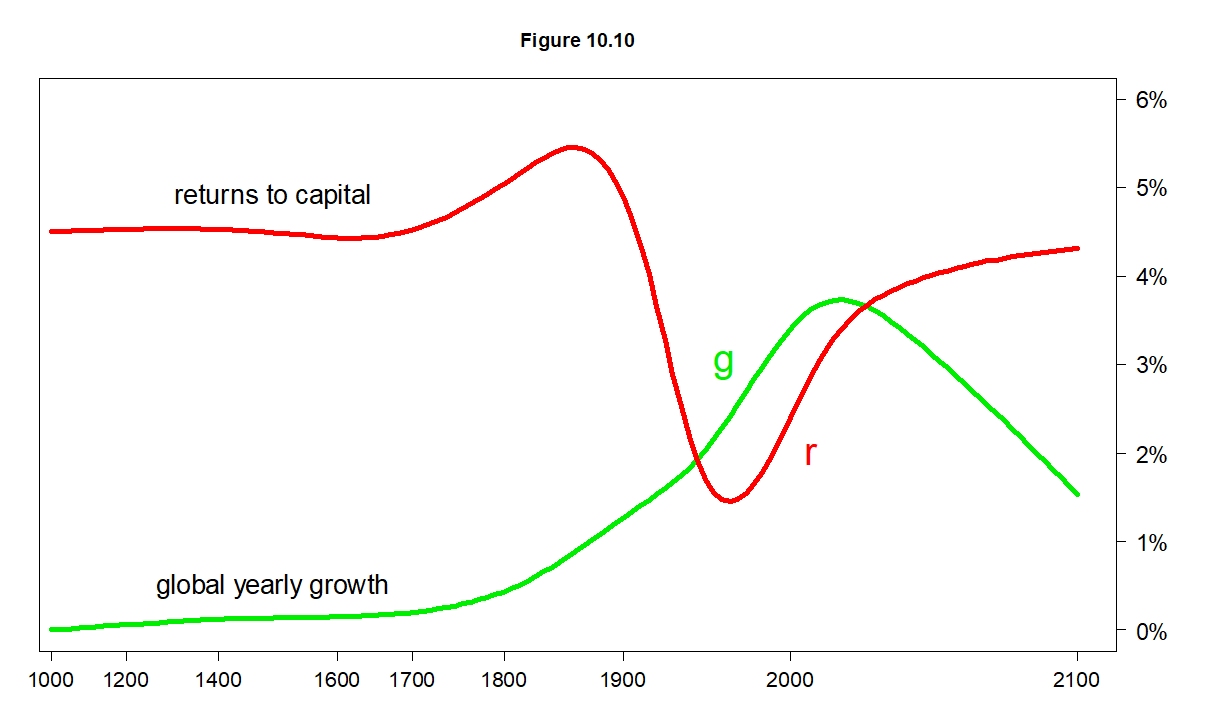
Relations empiriques entre taux de rendement du capital et taux de croissance économique selon Thomas Piketty au cours de l'Histoire. Il soutient que redeviendra supérieur à entre 2012 et 2050.

Cette relation peut être simplement résumée par l'équation empirique : {\displaystyle r>g}, ce qui signifie que les détenteurs d'un patrimoine hérité voient leur patrimoine croître plus vite que ceux ne détenant pas de patrimoine à la naissance. En somme, les inégalités de patrimoine ne font que croître tendanciellement. Cette équation empirique n'a connu qu'une seule exception à travers l'histoire depuis l'an 1 : à partir de la fin de la Seconde Guerre mondiale,.
Ces deux économistes se rejoignent sur le fait que les tendances des inégalités ne peuvent se voir qu'en étudiant la situation économique des très riches, tels que les 1 %, 0,1 %, 0,01 % des plus fortunés ou au-delà, ce que ne permettent pas d'étudier les évolutions du coefficient de Gini ou de la courbe de Lorenz.

### Théorie des Quatre Cavaliers de l'Apocalypse

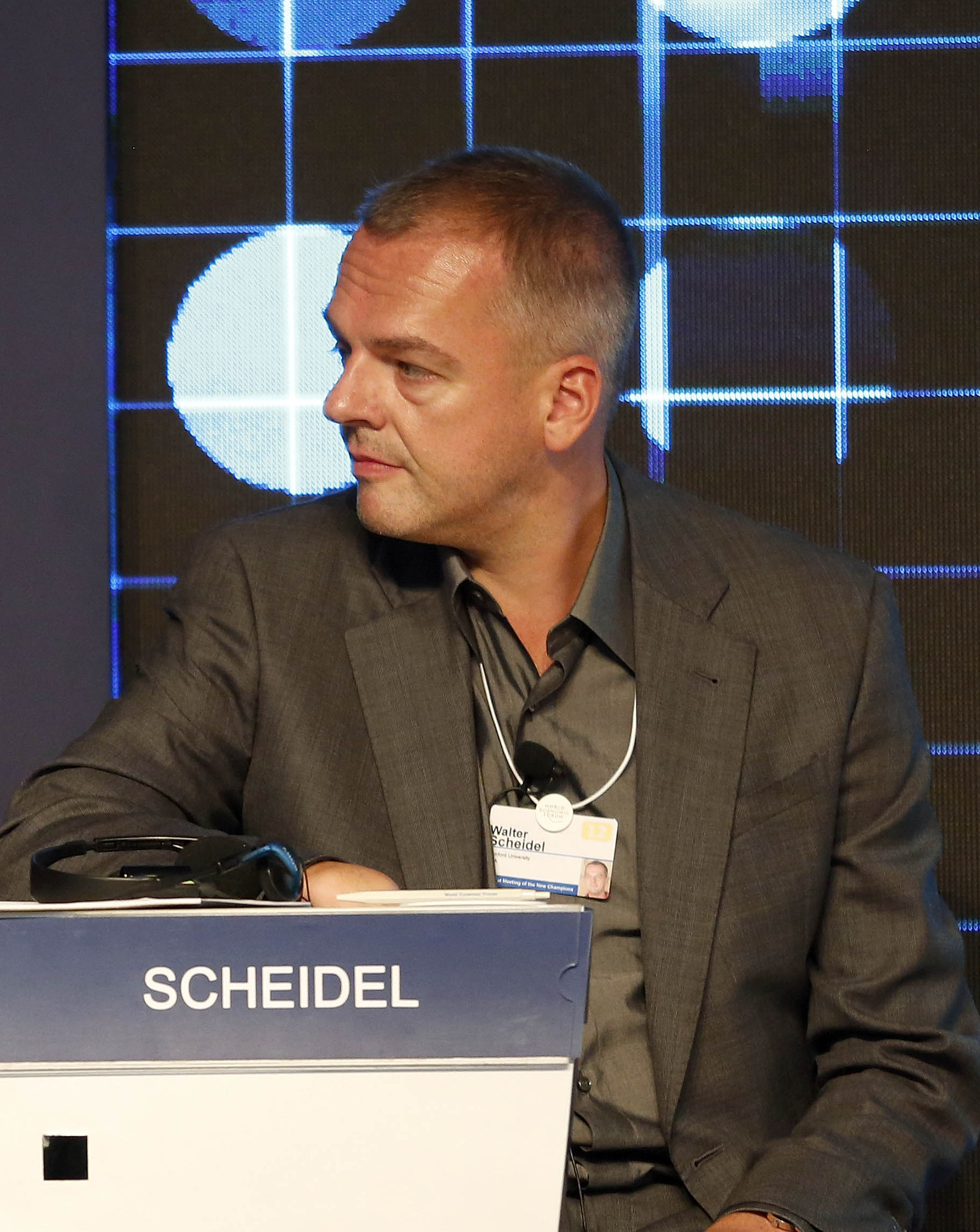
Walter Scheidel en 2012.

L'historien Walter Scheidel rejette tout déterminisme des inégalités historiques quel qu’il soit — des cycles de l'égalité de Milanović à l'« eschatologie marxiste » —, puisqu'il n'existe pas d'« inégalités insoutenables ». En effet selon l'historien, des régimes économiques hyper-inégalitaires ont pu se maintenir en place pendant des siècles. En revanche les inégalités extrêmes sont un prérequis à l'apparition des « Quatre Cavaliers de l'Apocalypse », mais une simple élévation des inégalités n'accélère pas leur apparition, qui reste extrêmement imprévisible.
Cependant, lorsque les inégalités économiques reculent significativement, c'est systématiquement à partir de quatre phénomènes distincts, que Scheidel métaphorise comme des Cavaliers de l'Apocalypse car ils induisent chacun une explosion de violence. « Tout comme leurs homologues bibliques, ils sont allés « ôter la paix de la terre » et « tuer par l'épée, par la famine, par la peste et par les bêtes de la terre ». […] Des centaines de millions d'hommes ont péri sur leur passage » :
- la révolution, qui peut modifier l'accès aux richesses ;
- la guerre, qui peut mettre en place des impositions confiscatoires pour les plus riches ;
- l'effondrement de l’État, qui « remet les compteurs à zéro » ;
- la pandémie, qui raréfie la main d’œuvre et peut donc augmenter les salaires.

## Préhistoire et premières civilisations

### Des répartitions inégales des richesses entre les premières civilisations

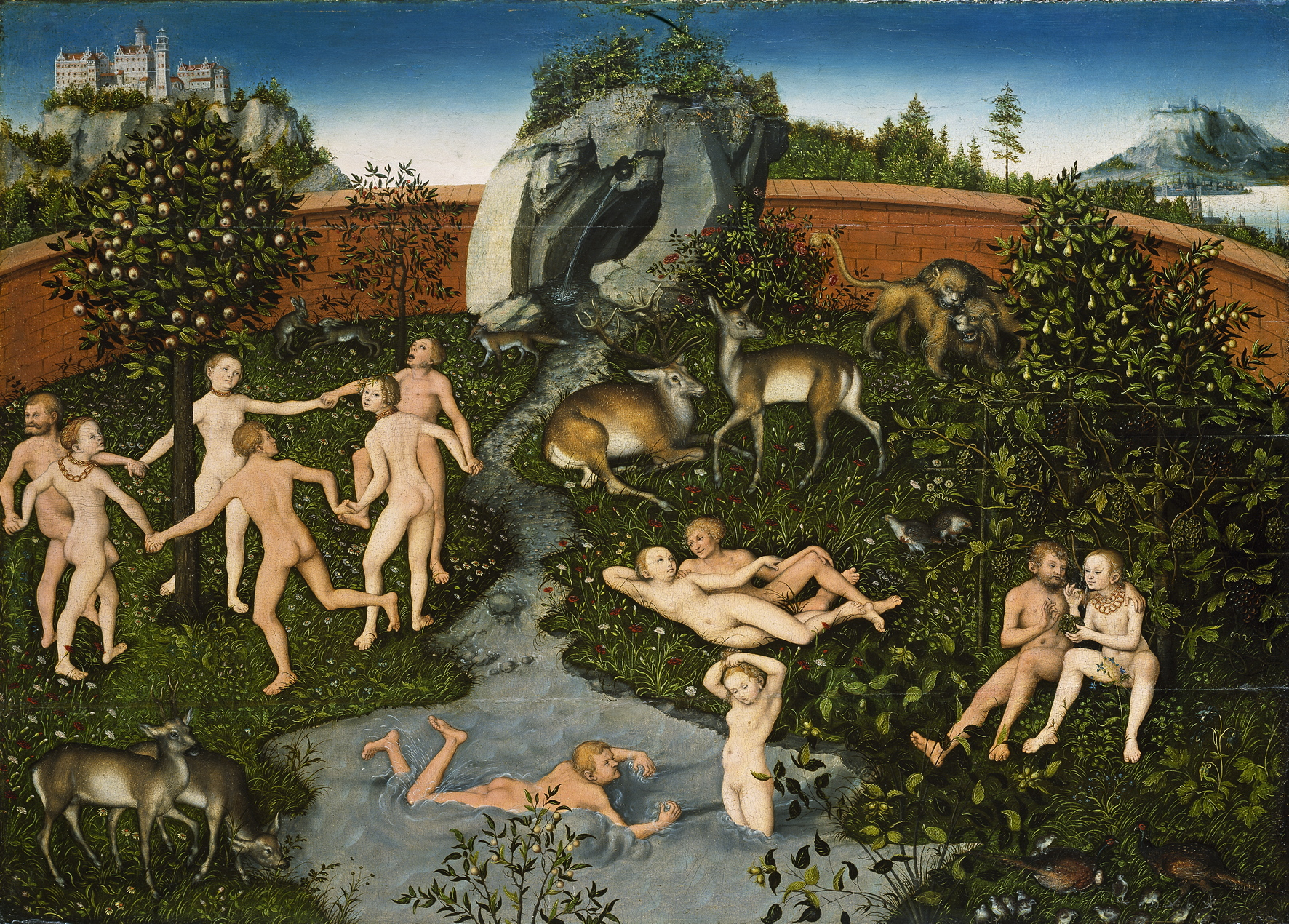
Les sociétés de chasseurs-cueilleurs : des économies relativement égalitaires.

L'histoire des inégalités économiques est aussi vieille que l'histoire des civilisations humaines et des dominations militaires entre les différents groupes humains. Le sociologue Thorstein Veblen explique dans sa théorie de la classe de loisir que les premières civilisations « barbares » se seraient mises à immédiatement se faire la guerre les unes les autres à leurs rencontres à cause de la rareté des ressources, ce qui aurait favorisé l'« esprit de prédation », la gloire et l'accaparement devenant ainsi des vertus masculines puisque les plus aptes physiquement étaient ceux envoyés pour se battre. Thorstein Veblen explique que ce développement de l'esprit de prédation a permis les inégalités de genre, les hommes finissant par considérer les femmes de la tribu ennemie comme de véritables trophées de gloire et symboles de conquête, impliquant une objectivisation et une domination économique sur la femme par l'homme.
Walter Scheidel affirme au contraire que les inégalités économiques ne sont pas apparues immédiatement après l'apparition des civilisations humaines, mais qu'elles sont apparues il y a de 10 000 à 110 000 ans, cependant elles ne pouvaient fortement augmenter puisqu'une trop forte concentration de richesse entraînait de la jalousie, des exils voire des homicides compte tenu de la promiscuité des individus au sein du groupe. Ainsi, les sociétés primitives se basaient sur un régime plutôt égalitaire de l'économie (mais certainement pas égalitariste : le coefficient de Gini patrimonial est de 0,36 ; ce qui est faible mais non nul) et de la politique dû à une absence de chefferie dans 80 % des cas. Précédemment, Friedrich Engels et Karl Marx avaient développé le terme de communisme primitif pour parler de l'organisation de ces sociétés primitives sans classes sociales.
Ainsi, les Sumériens du Sud de la Mésopotamie, les Chinois des dynasties Zhou occidentaux et Shang, les Aztèques du Mexique et les ayllukuna du Pérou travaillent sur des terres agricoles collectives ou du moins réparties équitablement entre tous par la communauté.

### La flambée des inégalités à partir de l'Holocène

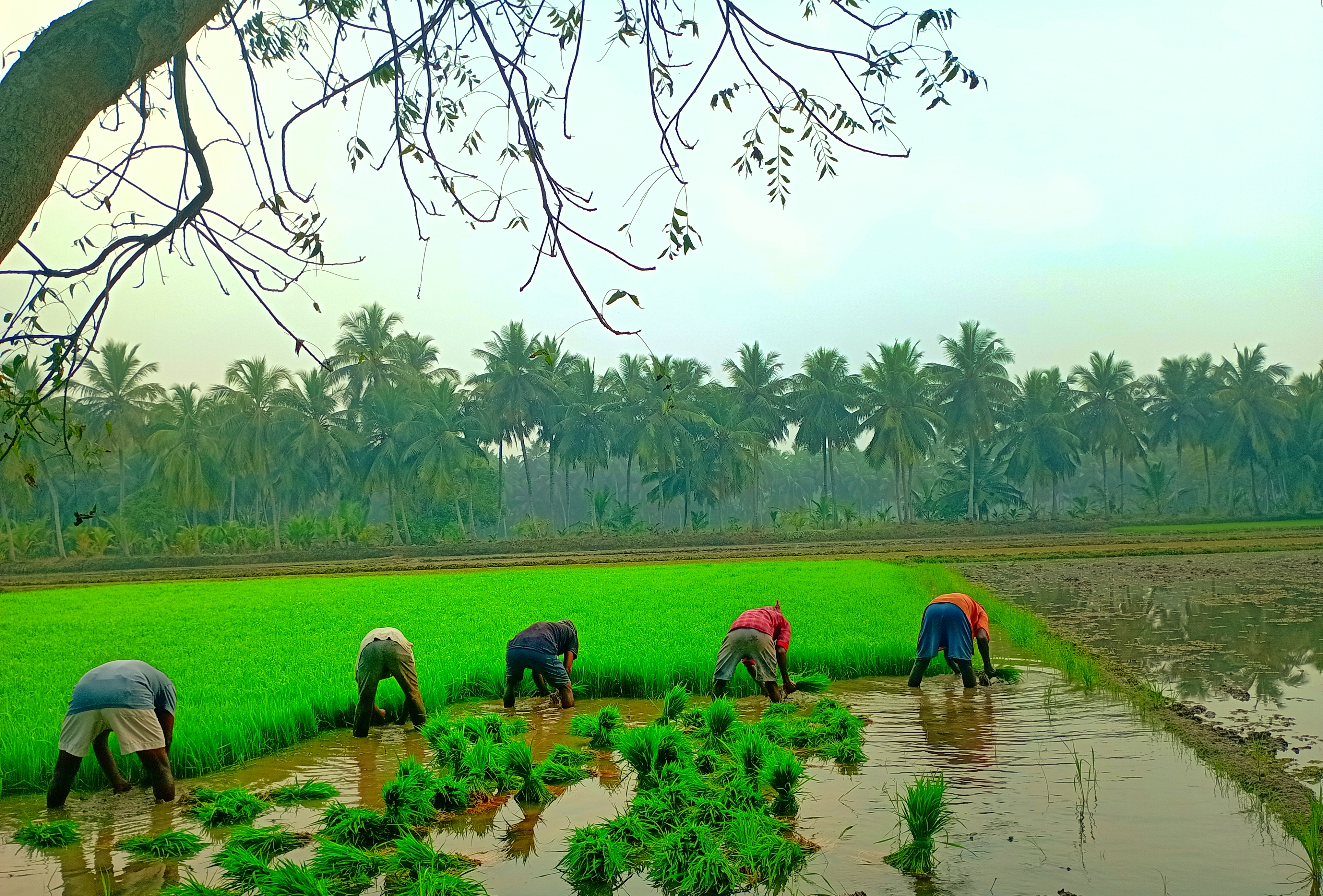
L'agriculture a contribué à l'apparition des inégalités.

Les inégalités commencent à augmenter significativement à la fin de la période glaciaire lors de l'Holocène il y a 9 000 ans avec l'introduction de l'agriculture, de l'élevage et plus spécifiquement des droits sur la propriété privée au profit des plus riches, concentrant de plus en plus de ressources et de richesse grâce à des surplus agricoles et de bétail de plus en plus importants et réguliers grâce à la nouvelle atmosphère chaude. Ainsi, les sociétés de chasseurs-cueilleurs et d'horticulteurs possèdent en moyenne un coefficient de Gini patrimonial de 0,36 là où la société d'éleveurs et d'agriculteurs possède un coefficient compris entre 0,51 et 0,57.
Si les institutions mises en place ont permis une répartition de plus en plus inégale des richesses au lieu de laisser prospérer le communisme primitif, c'est, comme l'expliquait Veblen, à cause du jeu des conflits intergroupes, nécessitant une hiérarchie au sein des sociétés, et donc une rivalité intragroupe, ce qui induit un accaparement inégal des ressources et l'émergence des premiers États, ces derniers contribuant et cristallisant les inégalités de richesse : en −1 500 avant notre ère, 50 % de l'humanité vit ainsi sous le joug d'un État. Les institutions permettent par ailleurs une concentration intergénérationnelle de la richesse : sur 1 000 sociétés primitives, un tiers possèdent des lois d'héritage sur les meubles, un douzième sur les terres ; ces deux chiffres frôlent les 100 % pour les sociétés primitives basées sur l'agriculture. En conséquence, un enfant né parmi les 10 % des individus les plus riches d'une société a trois fois plus de chance de rester dans cette catégorie que les enfants nés parmi les 10 % des individus les moins riches d'atteindre le décile le plus riche ; pour les sociétés d'éleveurs et d'agriculteurs le rapport monte respectivement à 60 et 33 fois.

## Antiquité
Le développement de l’État démarré lors de la Préhistoire s'accélère prodigieusement : en l'an 1, entre deux tiers et trois quarts de l'humanité vit sous le joug d'un État, et une moitié vit au sein de l'Empire romain et de l'Empire des Han. Cela renforce le pouvoir d'une classe d'élites, et de facto les inégalités.

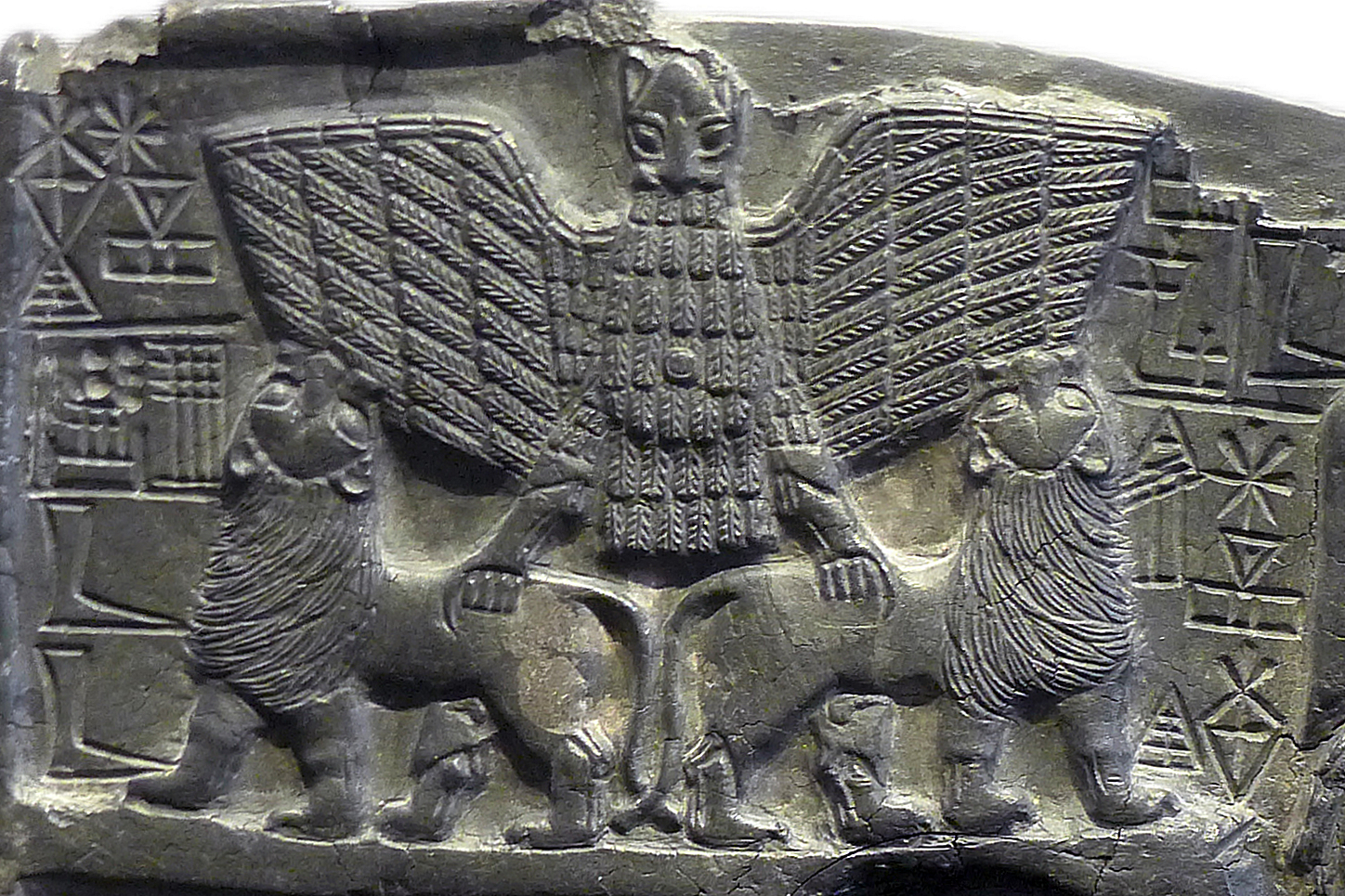
La ville de Lagash en Mésopotamie aux : une économie marquée par de fortes inégalités économiques.

L'apparition de la dette permet de légitimer l'exercice des inégalités économiques arbitraires entre maîtres et sujets. L'anthropologue américain David Graeber affirme ainsi : « L'histoire montre que le meilleur moyen de justifier des relations fondées sur la violence, de les faire passer pour morales, est de les recadrer en termes de dette — cela crée aussitôt l'illusion que c'est la victime qui commet un méfait. » Ainsi, le vol par le maître sur son sujet s'est transformé dès la Préhistoire en dû par le débiteur au créditeur : les rôles semblent s'inverser, la dette devient ainsi illusoirement légitime et consentie par les deux partis, alors même que le maître recourra à la violence si son sujet ne paye pas sa dette. La dette permet par ailleurs une forte concentration de richesse par des taux d'intérêt élevés, obligeant parfois les paysans à hypothéquer et donc à devenir paysans sans terre ou esclaves. La concentration est si extrême que les rois sumériens de la ville de Lagash sont contraints d'annuler plusieurs fois les dettes privées aux IIe et IIIe millénaires av. J.-C..
Milton Friedman estime que depuis l'Antiquité jusqu'à nos jours et dans tout pays, les gouverneurs des cités utilisent la création de monnaie afin d'officieusement poser rapidement et arbitrairement des impôts très lourds, ce qui accroissait le pouvoir et la richesse des gouverneurs au détriment du peuple. Ainsi au IVe siècle, l’État de Constantinople dévalue sa monnaie en cuivre, largement possédée par la partie pauvre de la population au profit des riches, accroissant les inégalités économiques entre riches et pauvres.
Les riches propriétaires gaulois durant le Ier et la première moitié du IIe siècle s'enrichissent dans les villes du commerce et des infrastructures romaines alors que les revenus de la population gauloise rurale stagnent, malgré un fort développement du commerce.

### Empire des Han (de -206 av. J.-C. à 220 apr. J.-C.)

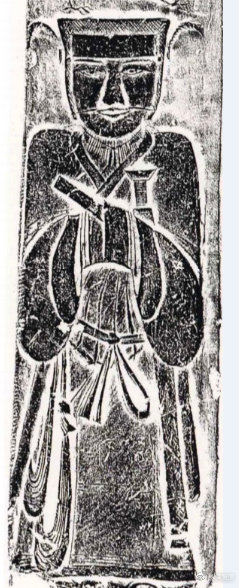
La dynastie Han : une économie caractérisée par de fortes corruptions et complicités entre commerçants et dirigeants politiques.

Au sein de l'empire, les inégalités économiques sont décriées à partir du IIe siècle avant notre ère, les intellectuels et les autorités chinois accusent les riches commerçants d'appauvrir la classe paysanne et de pouvoir rivaliser en fortune avec les plus grands fonctionnaires.
Dans les années 130 av. J.-C., l'empereur Han Wudi finance l'effort de guerre par des nationalisations et une hausse de l'imposition sur les plus riches. Ces mesures font chuter les inégalités économiques mais seulement de manière temporaire.
L'empire chinois repose sur les mêmes mécanismes d'usure que le reste du monde qui permettent à la classe commerçante de concentrer sa fortune : les petits paysans, contraints d'emprunter à des taux élevés, perdent leurs terres et sont contraints de finir en esclavage. Tout comme pour la ville de Lagash, la concentration est si extrême que l’État chinois décide de redistribuer les terres agricoles onze fois entre 140 et 2 av. J.-C., avant de mettre en place en l'an -7 des taux de prélèvement confiscatoires sur les plus riches propriétaires ; mais la corruption fait que les élites politiques abandonnent le projet.
Le souverain Wang Mang (9-23), ayant renversé la dynastie en place, applique des politiques plus confucéennes, propose de nationaliser des terres de riches propriétaires, de redistribuer automatiquement et périodiquement les terres agraires, et d'abolir l'esclavage et la vente de propriété foncière. Faute de moyens pour le mettre en application face à la résistance de propriétaires fonciers et la corruption de fonctionnaires, le projet est partiellement abandonné,.
Dans les deux derniers siècles de l'empire (25-220 apr. J.-C.), la concentration du pouvoir étatique est à son zénith, les riches fonctionnaires ne peuvent être réellement poursuivis en justice, les fonctionnaires peuvent confisquer arbitrairement des terres, il est jugé exceptionnel de devenir haut fonctionnaire par ses propres moyens et sans népotisme, et les pots-de-vin sont plus que fréquents entre fonctionnaires et commerçants, accélérant la concentration de la richesse des hautes fortunes.

### Empire romain (de 27av. J.-C.à 476apr. J.-C.)
Selon Walter Scheidel, les inégalités économiques sont si extrêmes dans l'Empire romain qu'une petite poignée de riches propriétaires possèdent des millions d'esclaves et détiennent autant de richesse que les plus riches milliardaires contemporains actuels en termes réels. Les plus riches Romains possèdent un revenu 1,5 million de fois supérieur au revenu romain moyen, ce qui est un ratio comparable entre les plus riches contemporains américains et le revenu américain moyen,.
| Période                            | Fortune (en sesterces) | Multiple |
| ---------------------------------- | ---------------------- | -------- |
| Milieu-fin du IIe siècle av. J.-C. | 4–5 millions           | 1        |
| Début du Ier siècle av. J.-C.      | 23 millions            | 5        |
| Années 60 av. J.-C.                | 100 millions           | 20       |
| Ier siècle apr. J.-C.              | 300–400 millions       | 80       |
| Ve siècle apr. J.-C.               | 350 millions           | 70       |

L'usure est également fréquente dans l'Empire, où les taux d'intérêts annuels sont de 6 % en zone urbaine et peuvent atteindre le taux de 48 % en zone rurale.
Il existe certes une certaine redistribution au sein de l'Empire, mais elle se fait des riches vers les riches, grâce à des séries massives d'exécutions-expropriations parfois pour des motifs infondés.
À l'apogée de l'Empire, au milieu du IIe siècle apr. J.-C., 250 000 ménages, soit 1,5 % des ménages, perçoivent entre 16 et 33 % du revenu total. Les 90 % des ménages les plus pauvres doivent se contenter d’un revenu proche de celui de subsistance. Le coefficient de Gini pour les revenus est ainsi compris entre 0,4 et 0,45.
L'homme le plus riche de l'Empire romain est Tiberius Claudius Atticus Herodes, un Athénien du IIe siècle apr. J.-C. qui possède une fortune environ égale à 100 millions de sesterces. Il est considéré si riche que sa fortune exerce un pouvoir politique immense ; étant donné que ses revenus équivalent au tiers des dépenses publiques athéniennes, il parvient grâce à cela à devenir consul, ce qui est exceptionnel pour un citoyen non italien,,.

## Moyen Âge

### Europe
Du début du Moyen Âge jusqu'à l'apparition de la peste noire, l'Europe connait une forte augmentation des inégalités économiques avec le développement des villes, du commerce, et de la croissance de la démographie empêchant d'augmenter les salaires, là où la très forte mortalité durant l'âge de la Peste noire contraint commerçants et seigneurs à augmenter les salaires : le salaire en blé a ainsi été multiplié par trois en Normandie de 1350 à 1450. Cependant la masse travailleuse non salariale, majoritaire en Europe, ne bénéficie pas de cette augmentation,.
À partir du Xe siècle, en Europe, l'esclavage est remplacé par le servage ; selon Evsey Domar, cela s'explique par le fait que les seigneurs avaient besoin d’une main d’œuvre plus qualifiée, et par l'abondance de la propriété foncière dès cette époque, ce qui dissuadait les serfs de quitter les terres puisqu'ils ne pouvaient s'installer nulle part ailleurs. Le développement du servage permet aux seigneurs de contrôler le mariage et les successions de leurs sujets ; Charles Serfaty explique que c'est ce contrôle spécial qui permettait aux seigneurs de maintenir les serfs dans la pauvreté.
Selon l'économiste spécialiste de l'histoire de l'économie du Moyen Âge Stephen Rigby, l'idéologie conservatrice de l'Europe des XIIe, XIIIe et XIVe siècles permettait de légitimer le niveau d'inégalités de l'époque, notamment en décriant des fortes hausses de salaire comme remettant en cause l'ordre social féodal. Rigby précise que les intellectuels de l'époque s'appuyaient particulièrement sur la Bible et sur les thèses d'Aristote. Reprenant les théories aristotéliciennes, le théologien Gilles de Rome affirme notamment au XIIIe siècle que les inégalités économiques sont le produit naturel de la hiérarchisation entre les hommes ; dès lors transformer l'ordre social actuel serait une décision arbitraire, artificielle, et donc contraire à l'harmonie naturelle où les hommes seraient récompensés au nom de leur rang et de leur « mérite social » ; la noblesse mériterait ainsi toute sa richesse puisqu'elle serait moralement et physiquement supérieure à la paysannerie, car cette première est prête à défendre la communauté par l'épée, ce qui se traduirait par une âme plus pure. La philosophe Christine de Pizan estime quant à elle au XIVe siècle que l'ordre social est le système choisi par Dieu : naître paysan signifierait que Dieu a spécifiquement décidé de nous faire paysan, il faut ainsi obéir à l'ordre social et à la hiérarchie afin de suivre les plans de Dieu.
Néanmoins, Rigby estime que dans la réalité l'ordre social inégalitaire était constamment remis en cause par les paysans du Moyen Âge. Ainsi, il arrive que les paysans travaillent plus lentement ou spolient leurs maîtres en guise de résistance face à leur supérieur hiérarchique.

### Afrique pré-coloniale
La période pré-coloniale en Afrique est une période de fortes inégalités déjà marquée par des sociétés esclavagistes. L'historien Ewout Frankema estime ainsi que durant cette période, le coefficient de Gini était de 0,86 au total, et de 0,80 en excluant les esclaves, ce qui est un degré d'inégalité très élevé même pour l'époque.

## Époque moderne

### Des inégalités intranationales croissantes
Les économistes Philip Homan, David Jacks, Patricia Levin et Peter Lindert affirment que les inégalités de revenu entre riches et pauvres européens se sont accentués pendant toute l'Époque moderne du début du XVIe siècle jusqu'au début du XIXe siècle. Ainsi, Kenneth Pomeranz précise qu'au sein des pays d'Europe, 2 % de la population concentre 19 % des revenus nationaux en 1688, et en 1759 cette même proportion de la population en concentre désormais 22 %. Sur la période, les revenus ont globalement stagné pour les couches populaires, là où les couches moyennes et supérieures se sont enrichies, leur permettant d'embaucher de plus en plus facilement les membres des classes populaires.
L'augmentation des inégalités s'explique par une hausse des prix plus importante pour les biens de consommation de base.
Cependant cette montée des inégalités ne touche pas tous les pays : le Japon notamment ne connait pas de hausse des inégalités intranationales entre 1700 et 1870.

### Une fiscalité régressive

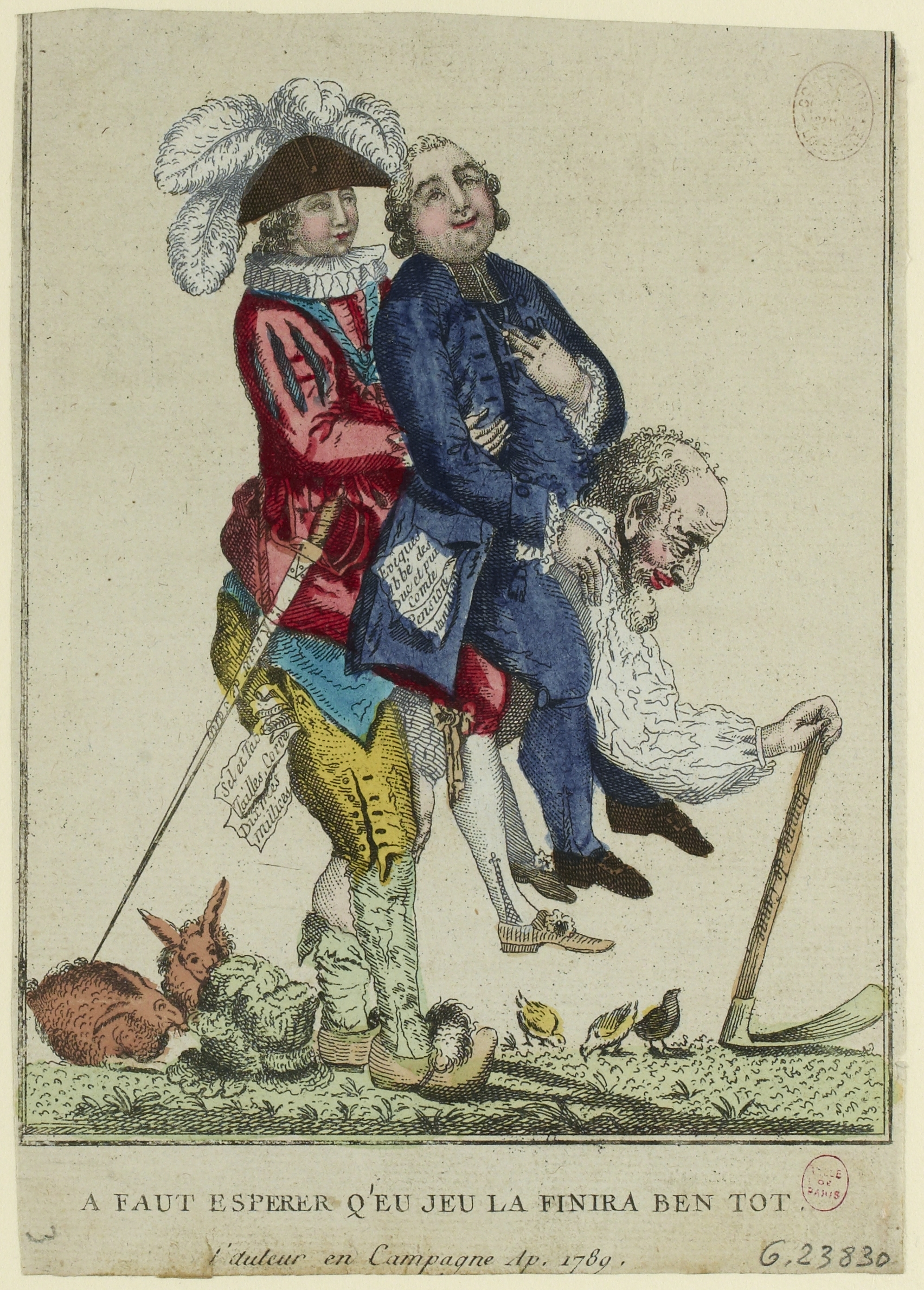
L'Ancien Régime : un système économique en défaveur des pauvres.

Dans l'Ancien Monde, le système fiscal est lourdement régressif : l'impôt sur le revenu ne concerne pas le clergé, la noblesse et la bourgeoisie, et les taxes à la consommation visent particulièrement les produits consommés majoritairement par les pauvres (notamment en France la fameuse taxe sur le sel).
Ce système fiscal très régressif se retrouve également en Chine dans la dynastie Qing (1644-1911), où l'aristocratie et les fonctionnaires ne payent aucun impôt, ou, s'ils en ont, font payer les paysans à leur place.
D'après l'historienne Robin Einhorn, du XVIIe jusqu'à la seconde moitié du XIXe siècle, les États du sud des États-Unis repoussaient l'apparition d'un impôt sur la fortune de peur que l’État puisse taxer massivement la propriété d'esclaves dans le but d'indirectement l'abolir, et ainsi mettre à mal leur économie,.

### Début du colonialisme
Même si les inégalités sont déjà fortes dans l'Afrique précoloniale où l'esclavage existait déjà, l'apparition du commerce d'esclaves avec les Européens et plus particulièrement du commerce triangulaire accroît les inégalités.

### Apparition du mouvement protoféministe

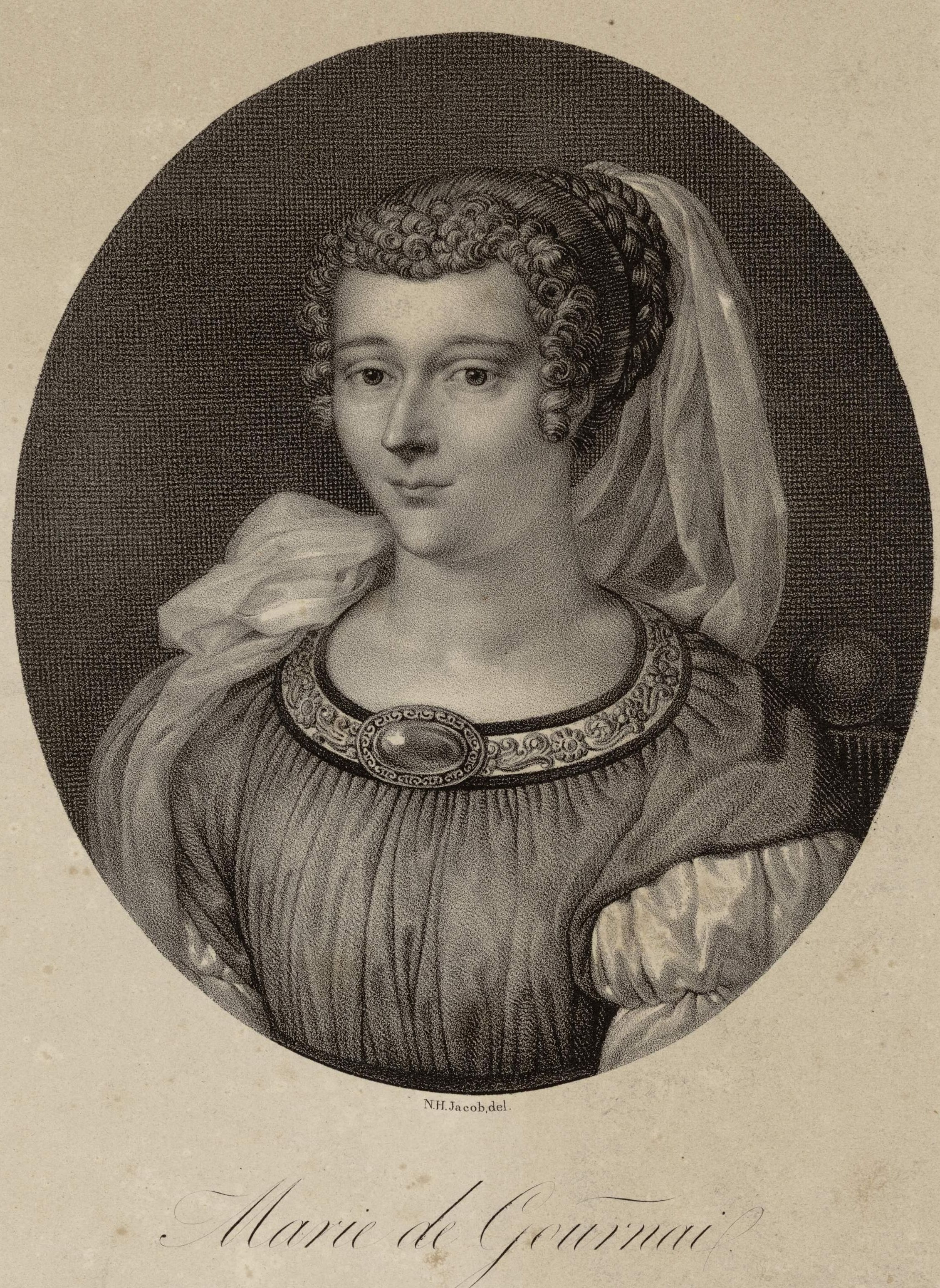
Marie de Gournay.

La femme de lettres française Marie de Gournay pointe du doigt les arguments fallacieux utilisés par les intellectuels de son époque afin de légitimer une hiérarchie de genre. Elle estime que les femmes reçoivent un revenu inférieur à celui des hommes, non parce qu'elles ont moins de mérite ou parce qu'elles seraient moins rationnelles, mais parce qu'elles sont simplement moins fortes physiquement. La subordination de la femme à l'homme n'est pas naturelle, mais est une pure construction de société. Elle explique ainsi que les femmes sont tout aussi capables que les hommes de détenir de hautes fonctions telles que ministre.
Marie de Gournay prétend que les inégalités économiques extrêmes de genre mais aussi en général proviendraient en grande partie de l'orgueil des gouverneurs qui mettrait à mal la cité. Il faudrait ainsi limiter les dépenses militaires et luxueuses pour pouvoir mieux distribuer aux plus pauvres,.

## XIXesiècle

### Période révolutionnaire

#### La Révolution française: le projet égalitaire avorté

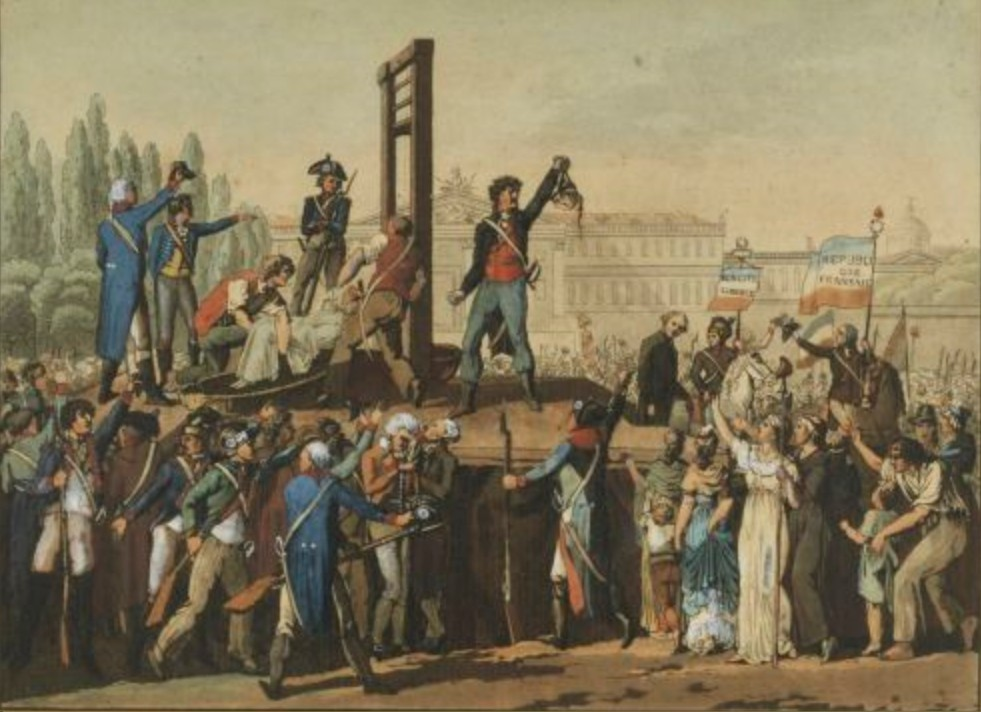
La Révolution française : fin des privilèges.

Le 4 août 1789, une majeure partie des impôts régressifs est levée en France, allégeant la fiscalité qui pesait sur les plus pauvres. Par la suite la révolution abroge lentement le reste de fiscalité régressive sous forme d'impôt ou de taxe indirecte pour laisser place à une fiscalité proportionnelle. Le 6 janvier 1794 est abolie la primogéniture grâce à la loi du 17 nivôse an II, forçant les aristocrates à répartir équitablement leurs richesses entre tous leurs enfants lors de l'héritage, diminuant considérablement la concentration de richesse,,.
Les intellectuels contemporains de la Révolution française sont parfaitement convaincus — qu'ils s'en lamentent ou qu'ils s'en réjouissent — que l'abolition des privilèges permettra un grand niveau d'égalité notamment économique. Le girondin Nicolas de Condorcet affirme que l'abolition des privilèges permettra à tout agent économique de prospérer économiquement non plus à partir de son statut social mais de ses propres mérites ; dès lors, à effort égal, les Français transformeront très rapidement la France en un pays économiquement très égalitaire. Le sociologue Alexis de Tocqueville, plus pessimiste, craint que la nouvelle démocratie ne fasse naître un « goût dépravé pour l'égalité » au détriment de la liberté ; étant donné que le régime politique ne donne pas le pouvoir aux particuliers mais à la masse, il est à prévoir l'apparition d'une certaine « tyrannie de la majorité », permettant aux pauvres d'illégitimement et arbitrairement taxer les riches pour leur propre bénéfice,.
Pourtant, quelques années à peine après la Révolution française, malgré les promesses d'une plus grande égalité entre tous, les pauvres continuent d'être autant marginalisés que dans l'Ancien Régime,, les femmes sont davantage soumises encore, et les esclaves ne sont que partiellement libérés. Dans la seule décennie, les inégalités s'accroissent au profit des plus riches. Pour cette raison, entre autres, la révolution de 1789 est qualifiée de « révolution bourgeoise », notamment par le philosophe, sociologue et économiste allemand Karl Marx, ou encore, par l'homme politique français Jean Jaurès. L'historien Jean-Clément Martin affirme que cela n'aurait pas été possible sans la complicité des députés contournant habilement la question des inégalités économiques et sociales et prétend que les articles de lois inscrits n'ont remis en cause que les privilèges, omettant d'autres formes d'inégalité telle que la répartition de la propriété privée :

« Il semble surtout qu’ils ont été retenus parce qu’ils évitaient de poser clairement la question de l’inégalité. Sous leur forme synthétique et allusive, ils rassemblaient l’opinion autour de la Déclaration sans rien promettre et sans engager la Révolution dans une démarche précise. L’État social n’était en effet pas cité, seul l’État de droit, dans lequel s’inscrivaient la liberté et l’égalité, était retenu. Plus qu’une avancée politique, il s’agit d’un tour de passe-passe […]. Ne nous étonnons donc pas que la Révolution n’ait pas trouvé une résolution aux inégalités entre les hommes puisque même ses déclarations les plus audacieuses ne les avaient pas affrontées clairement – sans parler des omissions caractérisées. […] il est vain, si l’on veut respecter les faits, de chercher dans les innombrables mouvements de contestation les prémisses claires d’une demande d’égalité politique que la période révolutionnaire aurait été chargée de satisfaire. […] S’il y eut bien un moment de notre histoire, de l’histoire du monde, osons-le, pendant lequel le désir, le besoin, même la nécessité de l’égalité furent proclamés, ce fut bien pendant les premières années de cette période révolutionnaire, avant que la réalisation de cette envie, la mise en forme de cette exigence et le respect de ce principe soient éludés, instrumentalisés et finalement reniés. »

— Jean-Clément Martin, La Révolution française et l’inégalité.
À partir de la Révolution française s'instaure un mouvement d'extension de la logique marchande dans les sociétés européennes qui envahira toutes les sphères de la vie, et notamment celle des terres : en France, le décret d'Allarde du 17 mars 1791 autorise tout individu à développer son activité comme il le souhaite ; ainsi, les paysans propriétaires de certaines terres peuvent exclure, notamment par des cloisonnements, les autres paysans qui dépendent de la solidarité des propriétaires fonciers pour pouvoir laisser le bétail manger le reste des récoltes. Ainsi, la solidarité et le lien social se rompent et les inégalités entre individus augmentent rapidement. La loi Le Chapelier du 14 juin 1791 interdit les corporations et les syndicats patronaux et ouvriers.
Le philosophe Karl Marx estime que — loin d'être une révolution du tiers état contre le système féodal, vision « mystificatrice » à laquelle les bourgeois eux-mêmes ont été bernés — la Révolution française serait en réalité une révolution de la bourgeoisie contre le régime féodal. Marx prétend en tenir la preuve en analysant la concentration étatique : alors que le peuple ne pourrait être véritablement libre que sous le communisme, où prévaut l'absence de l’État et de propriété privée des moyens de production, les bourgeois n'ont fait qu'accroître le pouvoir de l’État, machine de la classe dominante permettant l'exploitation, tout en consacrant la propriété bourgeoise (par exemple dans la Déclaration des droits de l'homme et du citoyen). En bref, concernant l'exploitation du prolétariat, la Révolution française n'aurait pas été une rupture avec l'ancien régime monarchique, mais son extension,,. C'est d'ailleurs pourquoi Marx considère la Commune de Paris en 1871 comme plus proche de l'émancipation du peuple que ne l'était la Révolution française, car antiétatique,.

#### États-Unis
Jusqu'au début du Gilded Age et de la révolution industrielle, les États-Unis sont un pays relativement égalitaire grâce à une démographie fortement croissante, ce qui évite l'apparition de la rente.
Cette composition égalitaire de l'économie américaine est également un choix politique délibéré : James Madison, un contributeur majeur de la Constitution des États-Unis, écrit ces mots dans la décennie 1790 : « Le grand objet [des partis politiques] devrait être de combattre le mal : […] 2. En ne permettant pas sans nécessité à quelques-uns d'accroître l'inégalité des biens par une accumulation de richesses immodérée, surtout si elle est imméritée,. » ; « En temps de guerre, le pouvoir discrétionnaire de l'exécutif aussi est étendu ; son influence sur […] des émoluments est multipliée. […] Les mêmes effets néfastes pour les institutions républicaines se retrouvent dans l'inégalité des fortunes,. » Emmanuel Saez et Gabriel Zucman notent que cette logique égalitaire se retrouvait dans le parti conservateur des États-Unis jusqu'aux Reaganomics des années 1980.

#### Reste du monde
À l'aube de la révolution industrielle, l'écart du revenu moyen entre l'Europe, l'Inde, l'Afrique et la Chine reste relativement faible à moins de 30 %.
Dans la plus grande partie du XIXe siècle par exemple, la richesse des populations moyennes reste comparable entre la Chine et l'Angleterre, qui est pourtant le pays le plus riche et industrialisé d'Europe.

### Révolution industrielle

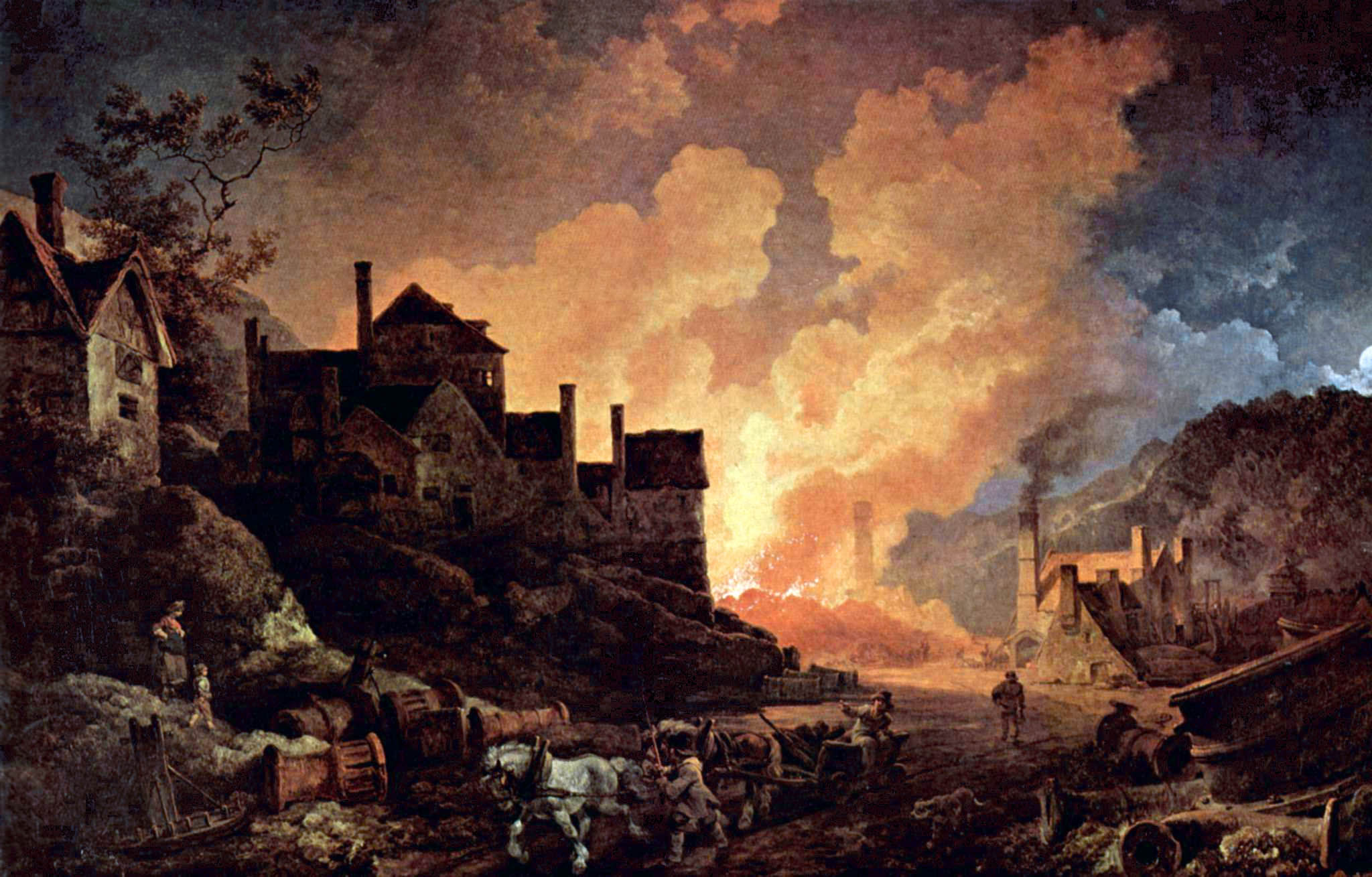
La révolution industrielle, épisode historique des inégalités économiques extrêmes.

Alors que la croissance économique était fulgurante grâce à la révolution industrielle (elle était en moyenne annuelle de 1,6 % contre 0,3 % pour les siècles précédents), les sociétés européennes se sont transformées en sociétés de rentiers avec des inégalités de plus en plus importantes : la Grande-Bretagne, la Suède et la France sont devenues les trois pays les plus inégalitaires de l’Histoire, les 10 % des plus hauts patrimoines ont atteint en moyenne respectivement 91 %, 88 % et 84 % du patrimoine national, tandis que la moitié de la population la moins dotée possédait respectivement 1 %, 1 % et 2 % du patrimoine national. La médaille de la ville la plus inégalitaire de l’Histoire revient à Paris, où le patrimoine des 1 % des plus riches est passé de 49,4 % à 66,5 % du patrimoine total de la ville de 1810 à 1910, tandis que sur la même période le patrimoine des 50 % des ménages les plus pauvres passe de 1,3 % à 0,2 %.
Les écarts de revenu d'un pays à un autre s'accroissent sensiblement : en 1870 le revenu moyen des pays les plus riches est onze fois supérieur à celui des pays les plus pauvres. Pourtant, dans la Chine de la fin de la dynastie Qing à la fin du XIXe siècle, alors que le pays ne connait pas encore de révolution industrielle, la Chine connait également un épisode de grandes inégalités : Kenneth Pomeranz affirme ainsi que 2 % de la population amasse 24 % des revenus nationaux chinois, là où 2 % du peuple d'Angleterre détient 23 % des revenus nationaux au début du XIXe siècle.
À partir du Gilded Age, l’apparition de trusts rapproche le degré d'inégalités en Amérique du Nord de celui des sociétés de l’Europe : en 1915, 2 % des Américains possèdent 50 % du patrimoine du pays tandis que les deux tiers des plus pauvres ne possèdent presque rien,.
D'un point de vue mondial, le ratio entre les revenus détenus par les 10 % les plus riches relativement aux revenus détenus par les 50 % les plus pauvres est passé de 1 800 % à 4 100 % de 1820 à 1900.
Daron Acemoğlu considère que la « nature de la technologie » n'a pas eu un rôle neutre dans l'évolution des inégalités lors de la révolution industrielle : l'automatisation, de plus en plus efficace, s'est mise à se substituer aux travailleurs, ce qui a empiré leur condition de travail, fait stagner les salaires, et augmenté le temps de travail jusqu'à 20 %. Le travail de tisserand est le plus fortement touché par cette automatisation : en Angleterre le salaire horaire a chuté entre 30 et 40 % sur la période 1802-1809,. L'épisode le plus connu est la révolte des luddites en 1811, où un certain nombre d'ouvriers dans le textile se rebellent contre cette automatisation en cassant des machines à tisser, pillant des usines voire assassinant des industriels ; les luddites perdront finalement bataille en perdant effectivement leurs emplois voire en se faisant déporter,.

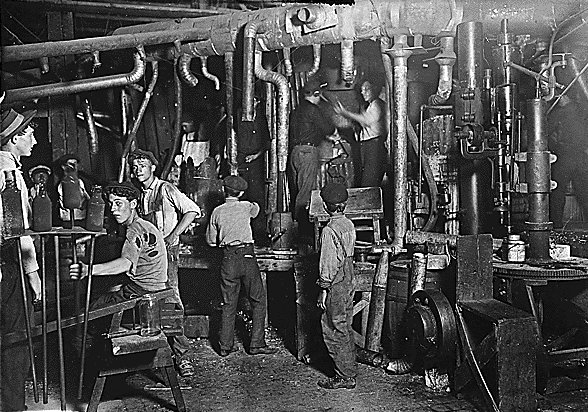
Des enfants travaillant dans une usine de verre dans l'Indiana (États-Unis) au XIXe siècle.

Les conditions sont si précaires que des enfants sont engagés dès l'âge de 4 ans en tant qu'ouvriers pour des tâches particulièrement dangereuses dans des industries textiles et minières ; ainsi, de 1740 à 1840, l'espérance de vie des ouvriers français chute de 24 à 19 ans et dans certains quartiers les plus industrialisés du pays, 70 % des adultes ne dépassaient pas l'âge de 40 ans. Le rapport de Villermé sur la condition ouvrière incite le 22 mars 1841 l’État français à adopter la loi relative au travail des enfants employés dans les manufactures, usines et ateliers, abolissant le travail pour les moins de 8 ans, le travail supérieur à 8 heures par jour pour les enfants de 8 à 12 ans, et le travail supérieur à 12 heures par jour pour les enfants de 12 à 16 ans. Le travail pour les moins de 12 ans est interdit à partir du 19 mai 1874. Jusqu'à la fin du XIXe siècle, des lois similaires seront adoptées en Angleterre, aux États-Unis, au Danemark, en Suisse, en Belgique, en Italie et dans les Pays-Bas.

Léon Bourgeois, fondateur du solidarisme.

Ainsi face à l'augmentation des inégalités, des lois sociales sont votées en France, en partie sous l'impulsion du courant solidariste, pour lutter contre la misère humaine :
- lois sur le travail des enfants - 22 mars 1841 ; 19 mai 1874[93] ;
- loi relative à la création des syndicats professionnels - 21 mars 1884 ;
- suppression du livret ouvrier - 2 juillet 1890[94],[95] ;
- loi sur l'assistance médicale - 15 juillet 1893 ;
- loi sur l'indemnisation des accidents du travail - 9 avril 1898 ;
- repos dominical rendu obligatoire - 13 juillet 1906[96] ;
- loi Engerand - 27 novembre 1909.

Charles Serfaty nuance cependant l'importance de ces lois, puisque leur application s’est sans doute accompagnée en parallèle d'une baisse des salaires.

### Second âge colonial
La période coloniale, ou impérialiste selon la théorie marxiste, du XIXe siècle accroît sensiblement les inégalités entre les pays développés d'Europe et les pays encore ou anciennement colonisés.
Thomas Piketty considère par ailleurs que dans les deux cas, ces deux formes de société se sont révélées être les sociétés les plus inégalitaires de l'Histoire,, et qu'elles ont permis aux pays colonialistes d'engendrer des revenus annuels très élevés (pour la France et le Royaume-Uni les actifs étrangers rapportaient respectivement 5 et 8 % en revenu national supplémentaire) et des patrimoines très élevés (ainsi en 1912, 20 % du patrimoine parisien était constitué d'actifs étrangers).

#### Évolution des sociétés militairement colonisées
Les colonies, en majorité anglaises et françaises, voient leurs ressources naturelles exportées vers l'épicentre impérial : on estime ainsi que les rendements annuels moyens des actifs détenus dans les colonies représentaient 5 %, ce qui est considérable. Des investissements sont certes envoyés vers les territoires et des infrastructures mises en place, mais ils bénéficient majoritairement sinon exclusivement aux colons,.
En Afrique, les plus riches familles possèdent jusqu'à plusieurs milliers d'esclaves. Ainsi, en Ibadan, dans les années 1860 et 1870, 104 familles possèdent 50 000 esclaves. La propriété d'esclaves est également un commerce pour les riches natifs des pays : le sultan de Zanzibar possède ainsi 6 000 esclaves, tandis que le marchand Tippo Tip en possède 10 000 en 1895.

#### Évolution des sociétés devenues indépendantes: fondation de l'empire informel
Quant aux peuples devenus indépendants, la domination se maintient par une imposition par la dette due aux anciens esclavagistes, le refus de régler cette dette aboutit systématiquement à des cargos militaires, et particulièrement à la politique de la canonnière consistant à envoyer des boulets de canon à partir de bateaux militaires sur les côtes des îles dans le but d'intimider, puis à de véritables guerres si le refus persistait :

« Les sociétés propriétaristes qui prospéraient en France et au Royaume-Uni à la Belle Époque reposaient donc pour une large part sur les actifs [des colonies]. Le point essentiel est que ces actifs rapportaient des sommes considérables : le rendement moyen obtenu sur ces placements avoisinait 4 % par an, si bien que les revenus du capital étranger rapportaient à la France autour de 5 % de revenu national additionnel, et au Royaume-Uni plus de 8 % de revenu national supplémentaire […].
Dans le second âge colonial [entre 1800-1850 et 1960], les modes d’appropriation et d’exploitation sont plus subtils et sophistiqués : on détient des actions et des obligations dans de nombreux pays, ce qui permet d’extraire une part de la production de chaque territoire qui est certes plus faible qui ne le permettrait dans un régime esclavagiste, mais qui est néanmoins loin d’être négligeable (par exemple autour de 5 % et de 10 % de la production d’un pays, parfois davantage), et qui surtout peut s’appliquer à un beaucoup plus grand nombre de territoires, voire à la totalité de la planète.
[…] Une large part des actifs financiers étrangers prenait la forme de créances publiques et privées qui avaient été obtenues par la force, et dans un grand nombre de cas s’apparentaient à de véritables tributs militaires. C’est le cas par exemple des dettes publiques qui furent imposées à la Chine à la suite des guerres de l'opium […]. Le Royaume-Uni et la France jugèrent que l'État chinois était responsable de l’affrontement militaire (n’aurait-il pas dû accepter plus tôt d’importer de l’opium ?) […].
C’est cette mécanique des ‘traités inégaux’ qui permit aux puissances coloniales de prendre le contrôle de nombreux pays et actifs étrangers. On commençait par se saisir d’un prétexte plus ou moins convaincant pour monter une opération militaire, suite à quoi on exigeait des privilèges juridictionnels et un tribut financier, qui pour être payé conduisait à la prise de contrôle de l’administration des douanes, puis de l’ensemble du système fiscal, […] et finalement à la mainmise du pays dans son ensemble. […] Voir dans ces flux commerciaux du XIXe siècle le simple effet de la ‘main invisible’ et des ‘forces de marché’ n’est pas très sérieux […]. »

— Thomas Piketty, Capital et Idéologie
L'exemple le plus saisissant est le cas d'Haïti, île rendue indépendante par ses propres moyens en 1804 ; en 1825 la France accepte cette indépendance mais réclame une compensation monétaire de l'intégralité du capital (dont la valeur des anciens esclaves) envers les esclavagistes ruinés, une canonnière est envoyée par Charles X en guise d'intimidation. La dette originelle est fixée à 150 millions de francs-or, soit 18 milliards de dollars actuels, ou encore 1,5 % du revenu national français de l'époque, avant d'être redescendue à 90 millions de francs-or 13 ans plus tard. Malgré cet accord à la baisse sur la dette, le poids reste considérable : de 1825 à 1950, date finale du règlement de la dette, en moyenne chaque année 5 % du PIB était allouée à l'unique remboursement des intérêts. Le montant de la dette totale sur toute la période a ainsi été estimé à 27 milliards d'euros actuels. Selon Charles Serfaty, la domination par la finance aurait même permis d'indirectement coloniser certains pays que la France ou l'Angleterre n'ont jamais colonisé militairement, notamment l'Égypte jusque dans les années 1870,,.

## XXesiècle

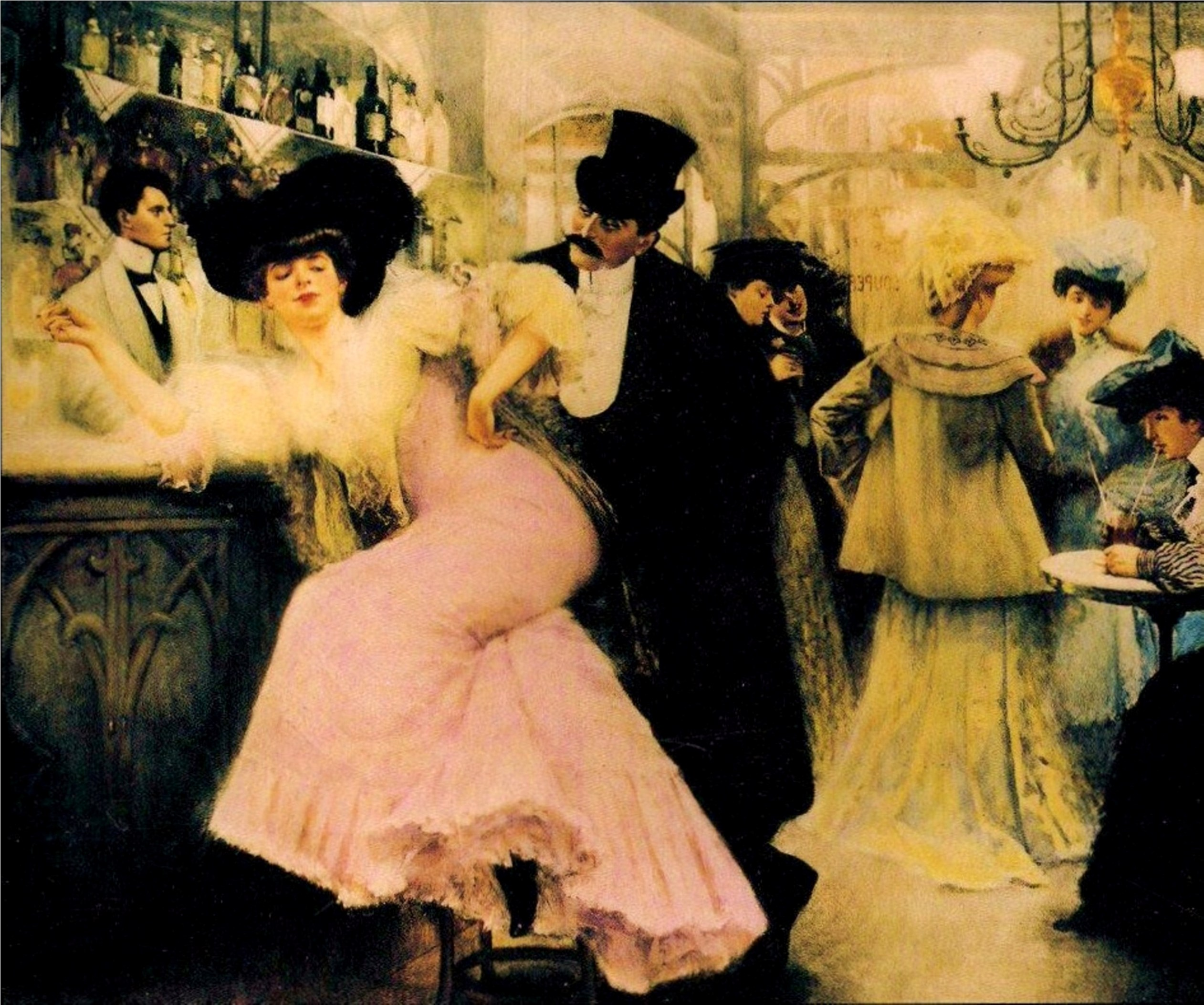
La Belle Époque : l'apogée des inégalités dans le monde.

« Les sociétés avancées du XIXe siècle avaient accumulé une violence systémique extrême en suscitant une opulence sans bornes et une misère sans fond, dont la polarisation illimitée s'est résorbée dans « le drame de la guerre de trente ans » (1914-1945). […] l'inégalité extrême ne [pouvait] se réduire sans un déchaînement de violence [sociale] de masse, engendrant une mortalité démesurée. […] Ainsi, notre égalité relative construite dans l'Europe de l'après-guerre [est] loin d'être le fait d'une grande transformation généreuse imaginée par les pères fondateurs de l'Europe. »

— Louis Chauvel, Préface à « Une histoire des inégalités » de Walter Scheidel

### Belle époque

#### Pays industrialisés

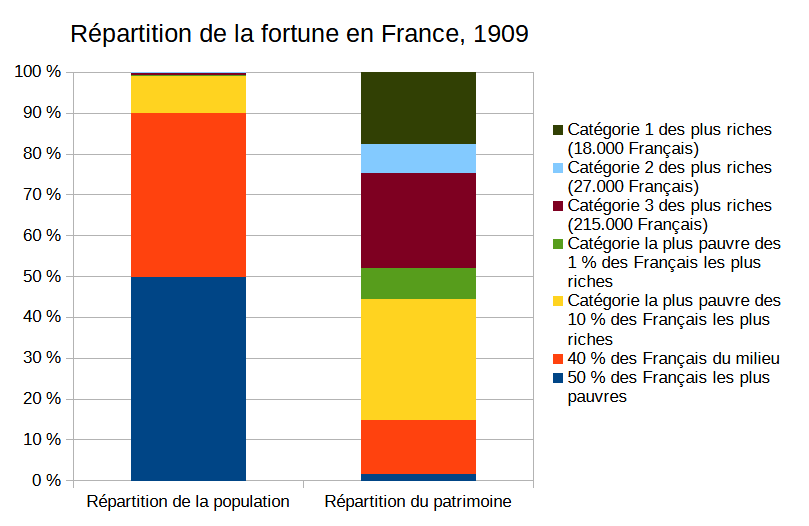
Répartition du patrimoine en France en 1909 par catégorie de richesse.

Les inégalités économiques atteignent un seuil jamais vu lors de la Belle Époque en Europe : dans l'ensemble, en 1914, les 10 % des plus hauts patrimoines possèdent 90 % du patrimoine total. Plus particulièrement en France, les 10 % des plus riches perçoivent 50 % des revenus alors que 50 % des plus pauvres en perçoivent 13 %. Quant au patrimoine, 1 % des Français possèdent 70 % du patrimoine national à leur mort, alors que 70 % de la population ne possèdent aucun bien à leur mort. Cette forte disproportion permet à une partie de la population d'aisément embaucher l'autre partie de la population : Charles Serfaty note qu'un riche parisien gagne en moyenne vingt fois le salaire d'un pauvre. Cette main d’œuvre abordable permet ainsi de fortement développer le secteur de la domesticité : 5 % des emplois du pays y sont consacrés, soit un million de Français. En 1915, aux États-Unis, 2 % des Américains possèdent 50 % du patrimoine du pays tandis que les deux tiers des plus pauvres ne possèdent presque rien,.
Les chiffres mis en évidence au début du XXe siècle sur les inégalités ébranlent une majorité d’économistes, de statisticiens et de politiciens : l'économiste Irving Fisher, libéral, pose en 1919 la question des inégalités extrêmes comme au centre de la problématique actuelle des États-Unis, car cette répartition hyper-inégalitaire menacerait les fondements mêmes de la société américaine, et il proposait comme solution de taxer d’un tiers les successions directes, de deux tiers des successions provenant du grand-père, et de la totalité pour celle des arrières-grands-parents. Ou encore le président de l’Assemblée Nationale Joseph Caillaux, également libéral, qui a avoué avoir été profondément bouleversé par les chiffres sur la situation en France, et réussit à convaincre une majorité de députés à faire passer le premier impôt progressif sur le revenu, avant que le Sénat ne dépose son veto en 1909, :

« Nous avons été conduits à croire, à dire que la France était le pays des petites fortunes, du capital émietté et dispersé jusqu'à l'infini. Les statistiques que le nouveau régime successoral nous fournit nous obligent à en singulièrement rabattre. […] Si l'on estime, dis-je, à 200 milliards la fortune en capital possédée par les Français, on s'aperçoit que 27 % de ce total, soit 55 milliards, sont entre les mains de 18 000 personnes, et que 37 % du même total, 75 milliards, sont entre les mains de 45 000 personnes. On constate enfin que les six dixièmes du capital national, représentant 120 milliards, sont entre les mains de 260 000 personnes. […] Messieurs, je ne puis dissimuler que ces chiffres ont pu dans mon esprit modifier quelques-uns de ces idées préconçues auxquelles je faisais allusion tout à l'heure, qu'ils m'ont conduit à certaines réflexions. Le fait est qu'un nombre fort restreint de personnes détiennent la plus grande partie de la fortune du pays. »

— Joseph Caillaux en 1907-1908 lors des débats parlementaires, L'impôt sur le revenu, 1910, p. 530-532
Si les politiques permettent cette augmentation des inégalités, c’est d’abord parce que la France est vue comme un pays de petits propriétaires, et qu’il est inacceptable de faire intervenir l’État dans l’économie, et donc hors de question d’appliquer un impôt progressif, qui permettrait de taxer toujours plus les grandes fortunes jusqu’au point de remettre en cause la notion de propriété. La France est d’ailleurs le pays industrialisé le plus arriéré sur les questions d’égalité, car les débats parlementaires sur le sujet ne sont pas vus comme nécessaires : l'idée d'une France inégalitaire est inimaginable aux yeux des politiciens français, étant donné que le pays était le premier à avoir aboli les privilèges grâce à la Révolution française. Selon Thomas Piketty c’est précisément cette image d'une France préférant l'égalité à la liberté, telle que théorisée par Alexis de Tocqueville et Nicolas de Condorcet, qui empêche toute remise en question possible en la matière.
Au cours de la Première Guerre mondiale, le montant des actifs étrangers détenus par les pays colonialistes chute, ce qui s'explique en partie par des expropriations décoloniales, et en partie par le financement volontaire des natifs des pays colonialistes, finançant l'effort de guerre en vendant des actifs étrangers pour acheter de la dette publique ; ainsi au Royaume-Uni, les actifs nets détenus à l'étranger, rapporté au revenu national du pays colonial, chutent de 1914 à 1920 de 191 à 81 %, pour la France de 128 à 6 %, et pour l'Allemagne de 46 à -10 %. Face aux dégâts et aux dettes provoqués par la Première Guerre mondiale, et pour la première fois dans l'histoire, tous les pays industrialisés taxent à des niveaux très élevés les plus hauts revenus entre 30 et 70 %, et les plus grandes successions entre 10 et 40 % en 1920, alors que ces deux taux étaient inférieurs à 10 % en l'an 1900. Ces taux supérieurs reculent légèrement des années 1920 aux années 1930.

#### Amérique latine
L'Amérique latine est depuis le début du XXe siècle une des régions où les inégalités entre pays sont les plus extrêmes : le coefficient de Gini pour le revenu peut varier de 0,19 (pour le Mexique) à 0,65 (pour l'Argentine) entre les pays. Cette très forte disparité de revenu ne diminue pas jusque dans les années 1950.
Au Brésil, l'abolition de l'esclavage en mai 1888 ne réduit pas les dominations patronales qui s'exercent sur la population analphabète : la constitution brésilienne de 1891 ne permet pas aux analphabètes, en majorité des esclaves, de voter. Jusqu'à la constitution brésilienne de 1988, cette impuissance politique permet aux propriétaires fonciers d'exploiter les ouvriers, de réprimer les grèves grâce à la police et de compresser les salaires.

### Régimes fascistes

#### Italie fasciste
Sous le dictateur fasciste Benito Mussolini et jusqu'au déclenchement de la Seconde Guerre mondiale, le taux d'imposition marginal supérieur italien appliqué aux plus hauts revenus reste relativement faible par rapport aux autres pays : entre 20 et 30 % à partir de 1921. Bien que les droits de succession soient abolis en 1924, ils sont réintroduits à partir de 1931 au taux d'imposition proportionnelle de 10 %, et ce jusqu'à la chute du régime fasciste italien.

#### Allemagne nazie
Avant l'arrivée du parti national-socialiste au pouvoir, l'Allemagne est frappée par la Grande Dépression ; cette dépression affecte davantage les riches allemands : les inégalités se réduisent ainsi, avec, de 1927 à 1934, les 1 % des Allemands les plus riches perdant 40 % de leur patrimoine, contre 20 % de leur patrimoine pour le reste des Allemands.
Les économistes Thilo Albers, Charlotte Bartels et Moritz Schularick suggèrent avec une certaine prudence que les inégalités patrimoniales et de revenu auraient augmenté en temps de paix avec Adolf Hitler au pouvoir : à la fois indirectement, par le regain de l'activité économique avec la fin de la dépression ; et directement, avec un contrôle des salaires et une politique de réarmement massif, ce qui enrichit les industriels, et réduit le salaire et indirectement l'épargne des travailleurs.
Au cours de la Seconde Guerre mondiale, sous le régime nazi les inégalités de revenu et de patrimoine se réduisent en Allemagne : la guerre a détruit 11 % du patrimoine total du pays, plus précisément 65 % du patrimoine immobilier, 34 % du patrimoine financier et commercial, et 2 % du patrimoine agricole ; les classes moyenne et favorisée sont donc davantage appauvries que celle populaire. La part des 1 % des Allemands les plus riches dans le patrimoine national est de ce fait réduite de 2,2 %.

### Continuité du système capitaliste

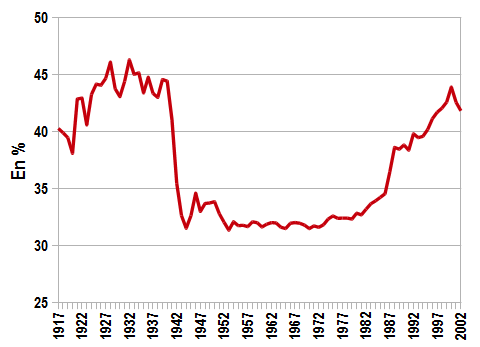
Évolution de la part du revenu des 10 % les plus riches dans le revenu total aux États-Unis au cours du XXe siècle.

Le développement de l’État-providence et de la pensée keynésienne font chuter le degré d'inégalités au sein des pays du bloc capitaliste et ce jusqu'aux années 1980.
Les multiples chocs économiques à partir de 1973 commencent à remettre en doute les bienfaits du keynésianisme, au profit d'une résurgence de la logique libérale à partir du début des années 1980, réaugmentant jusqu'à nos jours le degré d'inégalités économiques.

#### Les Trente Glorieuses
La Seconde Guerre mondiale réduit à elle seule les inégalités économiques, puisqu'elle détruit le patrimoine, essentiellement détenu par les plus riches,, et parce qu'elle pousse les gouvernements à mettre les riches bien plus à contribution pour financer l'effort de guerre.
Sur le plan idéologique, la crise de 1929 fait drastiquement changer la perception de beaucoup d’économistes et de politiciens sur la question du capitalisme, en parallèle les conséquences de la Seconde Guerre mondiale rendent nécessaires des réparations et réinvestissements massifs, et la crainte d'une révolution communiste insufflée par celle bolchévique incite les groupes politiques à massivement taxer les grandes fortunes. C’est pourquoi plusieurs pays s’attèlent à développer l'État-providence au cours de la seconde moitié du XXe siècle,.
Avec un contexte d'inflation extrêmement élevée causée par la Seconde Guerre mondiale (en France, les prix sont multipliés par six dès la fin de la guerre,), d'un très haut niveau de capital détruit par les bombardements, les gouvernements n'ont d'autre choix que de massivement intervenir par des investissements publics massifs et des prélèvements obligatoires très élevés sur les grandes fortunes afin de réparer les dégâts de la guerre. Ainsi apparait le compromis fordiste, un haut degré de consommation, une massification scolaire et un dégourdissement de l'activité économique par l'effondrement via l'inflation et les bombardements d'une économie de rente. Ces différents phénomènes permettent ainsi de déclencher une croissance économique exceptionnelle dans les pays développés au cours des Trente Glorieuses, croissance véhiculée par l’égalité,,.
Daron Acemoğlu considère que le fordisme du XXe siècle permettait d’ouvrir de nouvelles tâches aux ouvriers à chaque fois qu’une tâche était automatisée, ce qui faisait croître effectivement le salaire des ouvriers contrairement au XIXe siècle, permettant d'augmenter la consommation, donc le revenu des entreprises, qui se mettaient dès lors à produire plus, et ainsi de suite, forgeant un cercle vertueux entre croissance économique et égalité économique.
Cette baisse des inégalités se traduit par l’apparition de la classe moyenne propriétaire. Le niveau de patrimoine des 50 % les plus pauvres passe à 5 % du patrimoine national net ; celui des 40 % du milieu (ceux compris entre les 10 % les plus riches et les 50 % les plus pauvres), qu’on peut associer à la classe moyenne, passe à 45 %.
L'Allemagne est l'un des pays les plus touchés par cette baisse drastique des inégalités, puisque les 1 % les plus riches allemands sont davantage touchés par la Grande Dépression, notamment à cause de l'hyperinflation, et que l’État allemand rehausse les impôts pour les plus riches en 1952 par l'instauration de la loi sur la péréquation des charges (Lastenausgleichsgesetz). Entre le début de la Première Guerre mondiale et la fin des années 1940, la part du patrimoine des 1 % les plus riches chute de 45 à 25 % du montant national, un taux qui se maintient jusqu'en 1993. Bien que les inégalités aient réaugmenté de près de sept points entre 1952 et 1960, la période 1960-1975 connait une baisse du niveau d'inégalité de fortune et coïncide avec une période de forte croissance.
En France, cette ère de prospérité n’est pas déconnectée d’une certaine forme d’économie mixte mélangeant capitalisme et socialisme : à son pic, 30 % du capital national est nationalisé, et ce taux monte à près de 50 % pour le capital industriel,.
Ces politiques fiscales inédites n'ont pas pour seul but de financer l’État-providence, mais aussi de réduire les inégalités économiques.

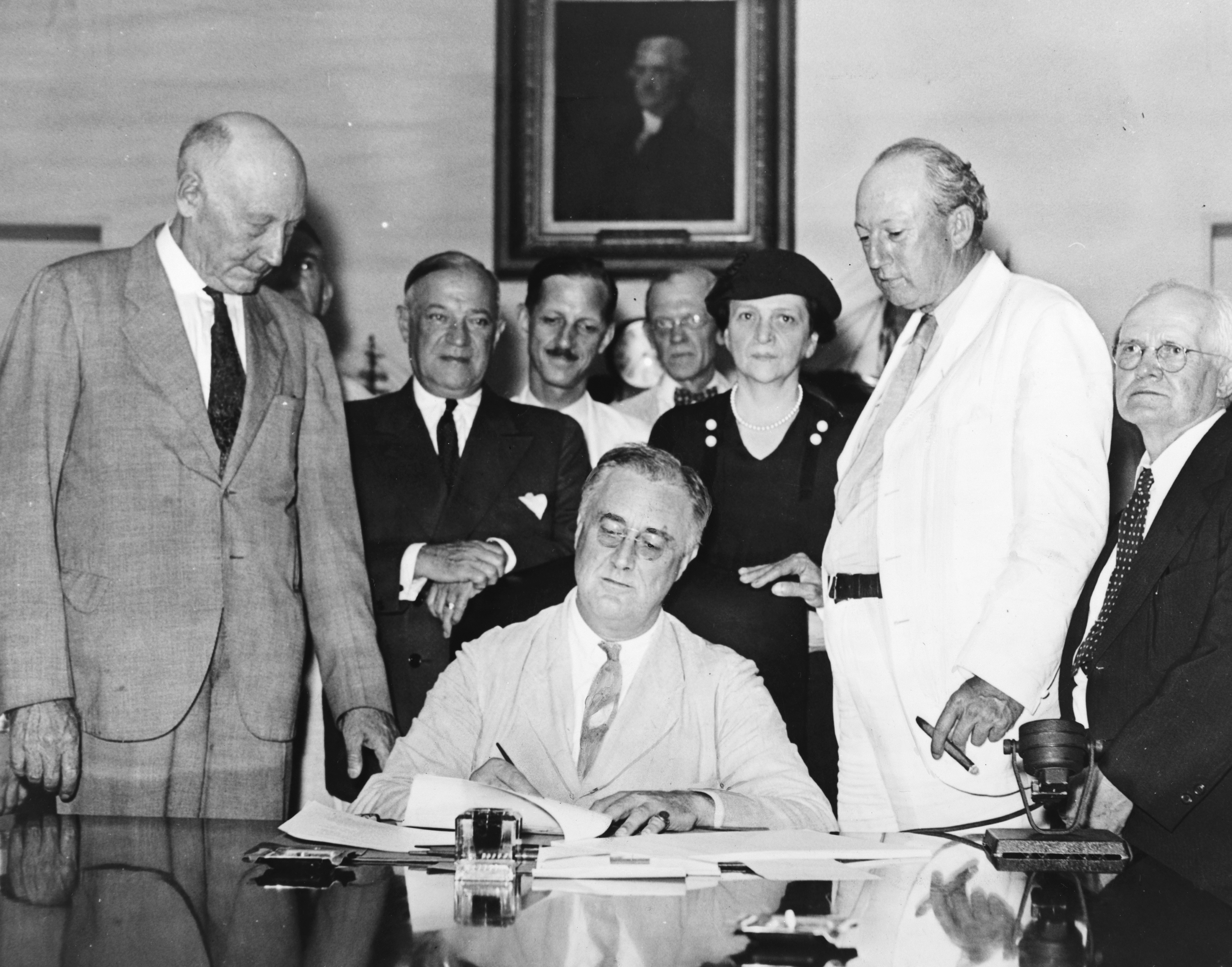
Le président américain Franklin Roosevelt signant la Social Security Act (SSA), loi sociale emblématique de l'émergence de l’État-providence.

Ainsi, les pays anglo-saxons sont particulièrement portés sur cet esprit d’égalité, ils sont les premiers à mettre en place l’État-providence notamment sous l'impulsion de William Beveridge : les États-Unis mettent en place la Social Security Act (SSA) en 1935 et le Fair Labor Standards Act (FLSA) en 1938, et l'Angleterre le National Health Service (NHS) en 1948, ces deux pays détiennent par ailleurs historiquement les plus hauts taux d’imposition marginal sur le revenu, ayant atteint respectivement un seuil de 94 % et de 98 % ; le taux d'imposition est de 77 % et respectivement de 85 % pour le taux supérieur de l'impôt sur les successions ; cependant c'est le Japon qui détient historiquement le plus haut taux supérieur de l'impôt sur les successions avec un taux de 90 %,,. Sur la période 1932-1980, le taux d'imposition marginal supérieur sur le revenu est aux États-Unis d'en moyenne 81 %, et le taux d'imposition marginal supérieur sur les successions de 75 %; quant au Royaume-Uni, sur la même période, les taux appliqués sont respectivement de 89 % et de 72 %. En 1970, l'ensemble du revenu des 1 % des plus riches américains est taxé à 50 %, le double que pour les ménages modestes.
En conséquence, aux États-Unis la part des revenus versés aux 0,01 % les plus riches, tant déclarés qu'effectifs, chute au cours de cette période : la part du revenu imposable passe de 2,6 % à 0,6 % entre les périodes 1913-1933 et 1950-1980, et la part de la totalité des revenus avant impôt passe de 4 % à la veille de la Grande Dépression à 1,3 % en 1975 avec une imposition plafonnant les 60 % de la totalité des revenus des 0,1 % des plus riches, et les 80 % pour les 0,01 % des plus hauts revenus. Les inégalités salariales baissent également aux États-Unis : de 1941 à 1945, le National War Labor Board a le pouvoir de permettre ou non aux entreprises d'augmenter en termes nominaux les salaires de leurs travailleurs ; dans les faits cette institution l'accorde aux plus bas salaires, là où ceux des cadres sont gelés. Ainsi, les 10 % des salaires les plus élevés passent sur cette période de 30 à 25 % des rémunérations salariales totales, et pour les 1 % des salaires les plus élevés de 8 à 6 %. Ces chiffres se maintiennent jusqu'au milieu des années 1970.
Après avoir déjà instauré l'impôt sur le revenu en 1916 dans un contexte d'urgence de guerre, La France met en place en 1981 l'impôt sur les grandes fortunes sous François Mitterrand.
| Pays | 1910 | 1981 |
| --- | ---- | ---- |
| États-Unis | 18,0 | 8,2  |
| Royaume-Uni | 26,0 | 6,7  |
| Allemagne | 17,8 | 10,7 |
| Canada |      | 8,1  |
| Suisse |      | 8,4  |
| Irlande |      | 6,7  |
| Portugal |      | 4,3  |
| Japon | 18,9 | 7,2  |
| Italie |      | 6,9  |
| Australie |      | 4,8  |
| Espagne |      | 7,5  |
| France | 22,9 | 7,6  |
| Norvège |      | 4,7  |
| Finlande |      | 4,3  |
| Nouvelle-Zélande |      | 5,7  |
| Suède | 20,9 | 4,1  |
| Danemark |      | 5,1  |
| Pays-Bas |      | 5,9  |
| Moyenne OCDE |      | 6,5  |
| * Part du 1 % supérieur des revenus dans le revenu total avant taxes et hors plus-values, 1981–2012 ou dernière année connue. |      |      |
| Sources : OCDE ; Thomas Piketty                                                                                               |      |      |

À l'échelle occidentale, les inégalités internationales baissent effectivement : le produit intérieur brut (PIB) par habitant aux États-Unis est le double de celui de l'Europe occidentale en 1950, contre presque 35 % de plus en 1980. Thomas Piketty émet l'hypothèse que c'est cette baisse des inégalités internationales, c'est-à-dire une baisse du pouvoir économique relatif des États-Unis et de l'Angleterre sur l'Europe, qui est à l'origine du tournant néolibéral dans le but de retrouver leurs hégémonies économiques originelles,.

#### Tournant néolibéral

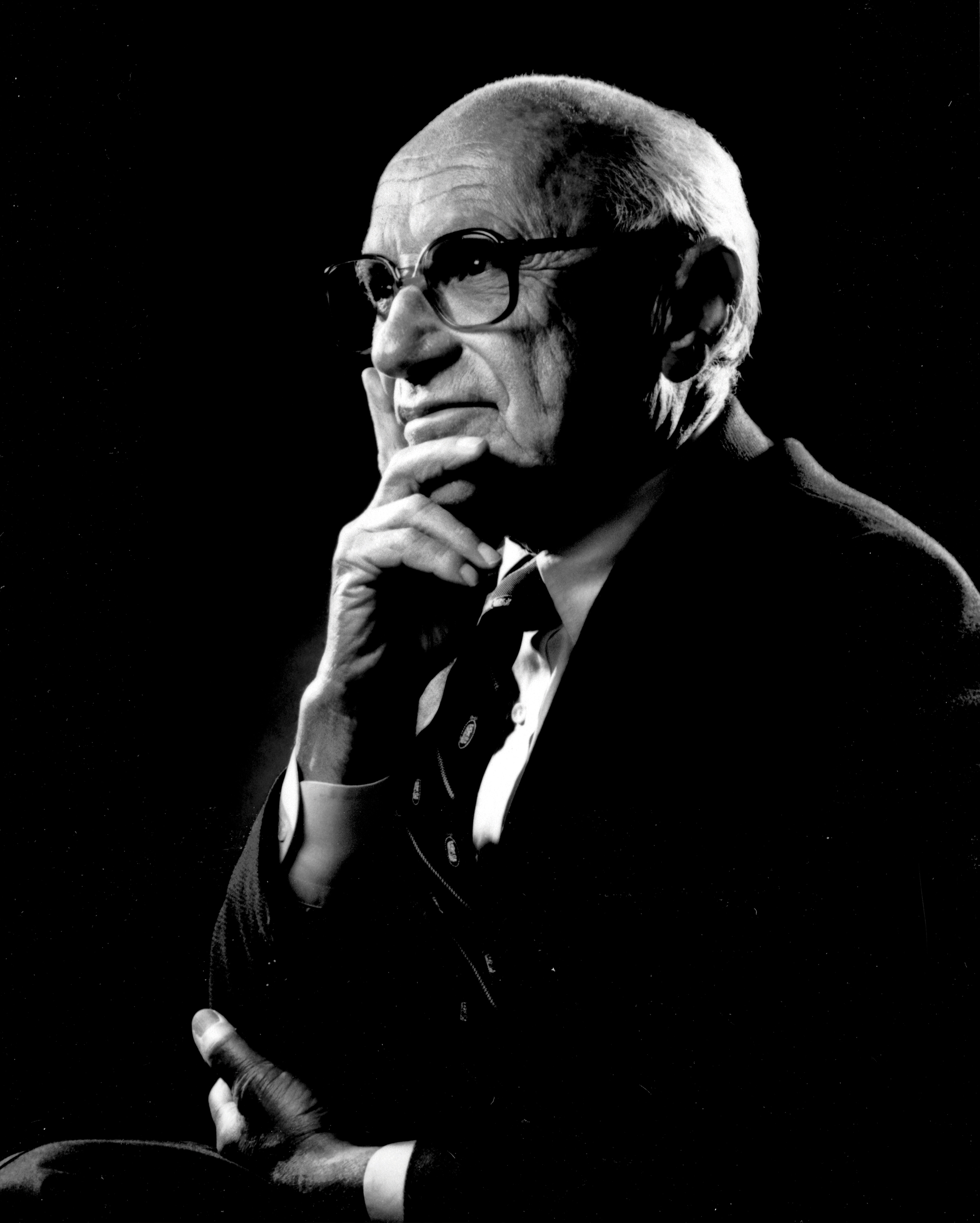
Milton Friedman, l'un des principaux contributeurs du tournant néolibéral.

Le contexte de stagflation des années 1970 et 1980 semble remettre en cause l'utilité de l’État-providence au profit de l'émergence d'un courant néo-libéral mené par l'économiste Milton Friedman. Cette situation implique à partir des années 1980 une baisse des impôts et une privatisation des entreprises publiques dans les pays développés notamment sous l'impulsion de Ronald Reagan aux États-Unis, de Margaret Thatcher en Angleterre, d'Helmut Schmidt en Allemagne, et de Jacques Delors en France.
Ainsi, de 1980 à l'an 2000, en moyenne et dans les pays de l'OCDE le taux supérieur d’impôt sur le revenu passe de 58 % à 50,3 %, avant de tomber à 42,5 % en 2021.
Quant à l'impôt sur les sociétés, en moyenne au niveau mondial, de 1985 à 2019, il est divisé par deux, passant de 49 à 24 %.
En Allemagne, le ralentissement de la croissance économique depuis le milieu des années 1970 coïncide avec une hausse du degré d'inégalité patrimoniale.
Aux États-Unis, de 1980 à 2019, le salaire minimum fédéral s'abaisse de 30 %, ce qui se répercute fortement sur les bas salaires, alors même que dans les années 1950 et 1960 le salaire minimum américain était le plus élevé au monde.
La France reste cependant une exception dans le monde lors de cette période quant aux inégalités de revenu, puisque des années 1970 à 2019 ce cran d'inégalités aurait même très légèrement baissé (à l'inverse des inégalités de patrimoine croissantes en France), le tournant néolibéral n'aurait ainsi été suivi par la France que de manière relativement marginale dans la sphère politique. Le pays connait néanmoins effectivement une vague de privatisation : de 1970 à 2021, 39 entreprises publiques sont privatisées partiellement, et 40 le sont entièrement. Ainsi de 1980 à 2015, la part du patrimoine public dans le patrimoine total passe de 17 à 3 %.
Sur le plan international, il en résulte une baisse tendancielle de la part du patrimoine public dans le patrimoine total.
Milton Friedman justifie ces privatisations et ces baisses d'impôt en expliquant que l’État est autant sinon moins efficace que les entreprises privées, y compris les monopoles, et que l'impôt négatif est préférable à l'impôt progressif, car ce dernier désinciterait les plus riches à travailler,. Pourtant, selon Thomas Piketty, il n'y a aucune preuve statistiquement significative permettant d'affirmer que cette hausse des inégalités et cette baisse de l'imposition sur les plus riches aurait permis de dynamiser la croissance depuis les années 1980.

### Expériences socialistes
Les différents régimes socialistes à partir de la révolution russe de 1917 se fondent en opposition au système capitaliste, notamment en réponse aux inégalités économiques dont le mode de production capitaliste est tenu pour responsable. Les régimes socialistes connaissent une baisse drastique des inégalités économiques, mais les différents échecs économiques rehaussent sérieusement le niveau d'inégalités à partir des années 1990 par de fortes privatisations et libéralisations des économies, volontaires ou imposées.

#### Union des républiques socialistes soviétiques (URSS)

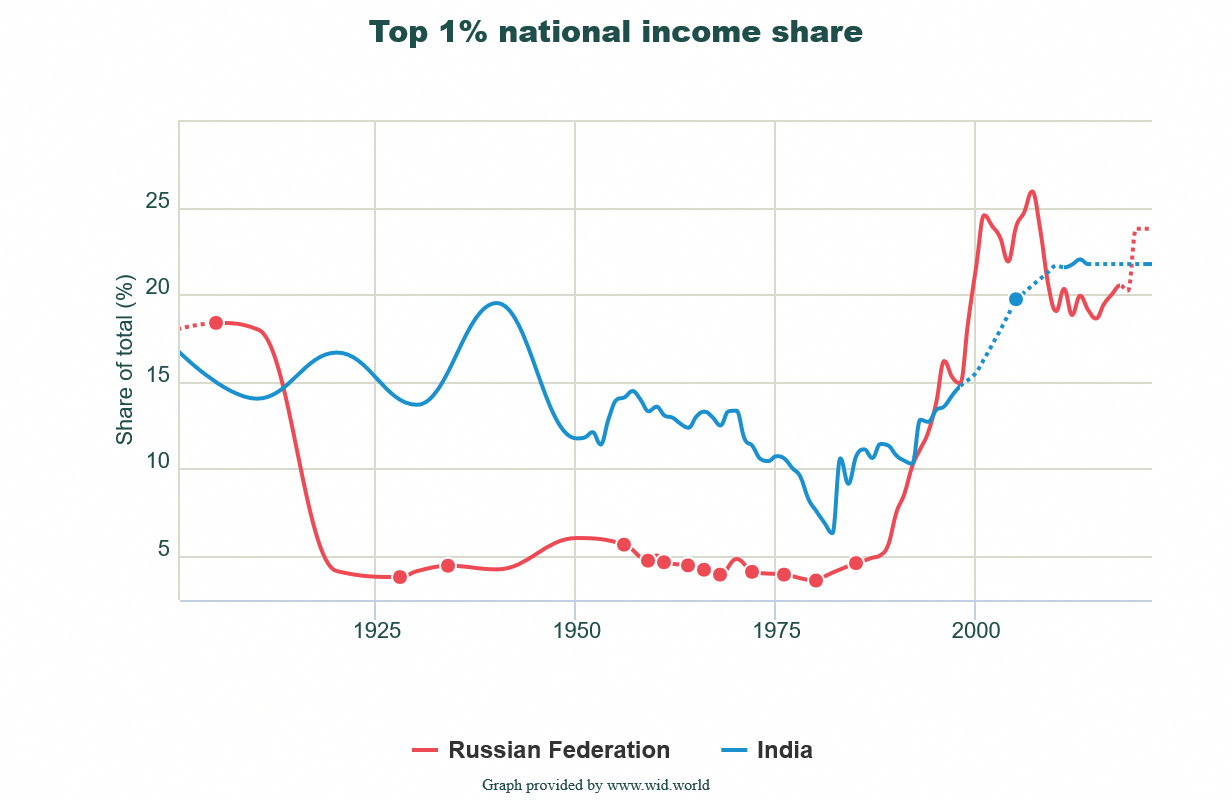
La part des 1 % des revenus les plus élevés en Russie (rouge) et en Inde (bleu) de 1900 à 2022.

Le système soviétique de l'URSS est un régime économiquement très égalitaire. Ainsi en Russie soviétique, Filip Novokmet, Thomas Piketty et Gabriel Zucman estiment que les 10 % des revenus les plus élevés détiennent de 2,2 fois à 2,7 fois le revenu moyen national (contre 4,5-5 fois en Russie tsariste, et 5 fois en 2015 en Russie), et les 1 % des revenus les plus élevés détiennent de 3,5 fois à 5,5 fois le revenu moyen national (contre 15-20 fois en Russie tsariste, et 20 fois en 2015 en Russie).
Thomas Piketty nuance néanmoins ces chiffres : une large part des inégalités en URSS peut se retrouver en paiement en nature, notamment par des dons de logement, des laissez-passer, des magasins réservés à certains ménages natifs ou aux touristes, des tickets de visite au Palais des pionniers, des païok (denrées rares versées aux membres du PCUS), etc. En somme, des privilèges difficilement chiffrables.
Branko Milanović conclut de ce fait que les classes sociales n'ont pas disparu dans le système soviétique, mais que la classe propriétaire s'est faite remplacer par une classe d'apparatchiks, dont le dessein n'est pas la baisse des inégalités, mais l'accaparement des ressources. Par ailleurs, le simple fait d'étudier les inégalités est vu comme une remise en question de l'aspect « sans classe » de l'URSS, ce qui peut amener à des condamnations.
Par ailleurs, l'économiste John Maynard Keynes affirme en 1925 que l'économie de l'URSS se fonde sur l'exploitation du travail des paysans, qui reçoivent une rémunération bien inférieure à leur mérite, et les produits industriels qu'ils achètent ont un prix bien supérieur à leur valeur. Cela est justifié dans le but de développer plus rapidement les systèmes industriel et administratif urbains en les rendant davantage attractifs, ce qui est une erreur selon Keynes. Ainsi, l'économiste chiffre que le revenu des travailleurs urbains est presque le double de celui des paysans, en revanche le chômage urbain atteint le chiffre de 25 %. En 1984, l'économiste spécialiste de l'économie russe Jacques Sapir analyse rétrospectivement cette politique économique : bien que le nombre d'ouvriers double de 1,8 à 3,6 millions de 1923 à 1928, en 1927-1928 le déclin relatif du revenu des paysans provoque leur mécontentement, leur repli sur eux-mêmes, donc l'arrêt des ventes de céréales et la mise en péril de l'approvisionnement des zones urbaines.
Jacques Sapir estime par ailleurs que bien que les inégalités économiques de genre sont officiellement insignifiantes, l'existence d'une économie souterraine où l'homme y participe majoritairement alors que la femme s'occupe pendant ce temps des tâches ménagères accroît fortement les inégalités économiques de genre,.
Entre chaque république, la répartition du développement et des salaires n'est pas uniforme : en 1975, la république avec le salaire moyen le plus faible est la République socialiste soviétique moldave (ancienne Moldavie) avec un niveau de 80,2 % celui du salaire moyen de l'URSS, et celle avec le salaire moyen le plus élevé est la Turkménie (ancien Turkménistan) avec un niveau de 111,5 %.

#### Régimes socialistes africains
En réponse aux inégalités extrêmes dont le capitalisme et le colonialisme sont tenus pour responsables, 35 pays africains se sont à un moment déclarés comme républiques socialistes de 1950 à 1985.

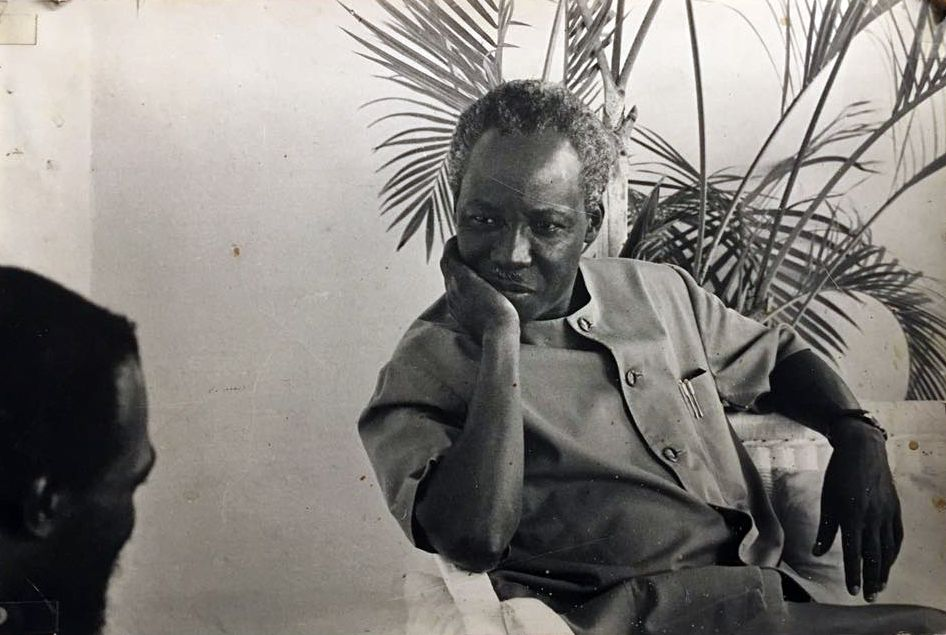
Julius Nyerere.

Certains pays recourent au collectivisme : notamment en Tanzanie, la politique de Julius Nyerere menée du milieu des années 1970 à 1985 est la plus extrême, puisqu'elle consistait à collectiviser de force l'agriculture, l'éducation et la santé ; ou encore le gouvernement militaire provisoire de l'Éthiopie socialiste, ouvertement marxiste-léniniste, ayant collectivisé l'agriculture. Les deux expériences se révèlent malgré tout être des échecs ayant abouti à des famines,.
Selon Ewout Frankema, dans les pays d'Afrique du nord à l'exception du Maroc, ces expériences ont permis le niveau d'inégalités historiquement le plus bas jamais enregistrées pour la région, et aurait permis dans la plupart des cas de la croissance économique. En revanche, le reste des régimes socialistes africains ont abouti sur un échec à cause de dettes écrasantes, entraînant des Politiques d'Ajustement Structurel (PAS) et de facto une élévation des disparités économiques après la chute des régimes socialistes : Les Économistes atterrés affirme ainsi que de 1980 à l'an 2000 les PAS dans les pays en développement ont accru les inégalités entre pays de 20 %, et les inégalités intranationales.

#### Période post-communiste

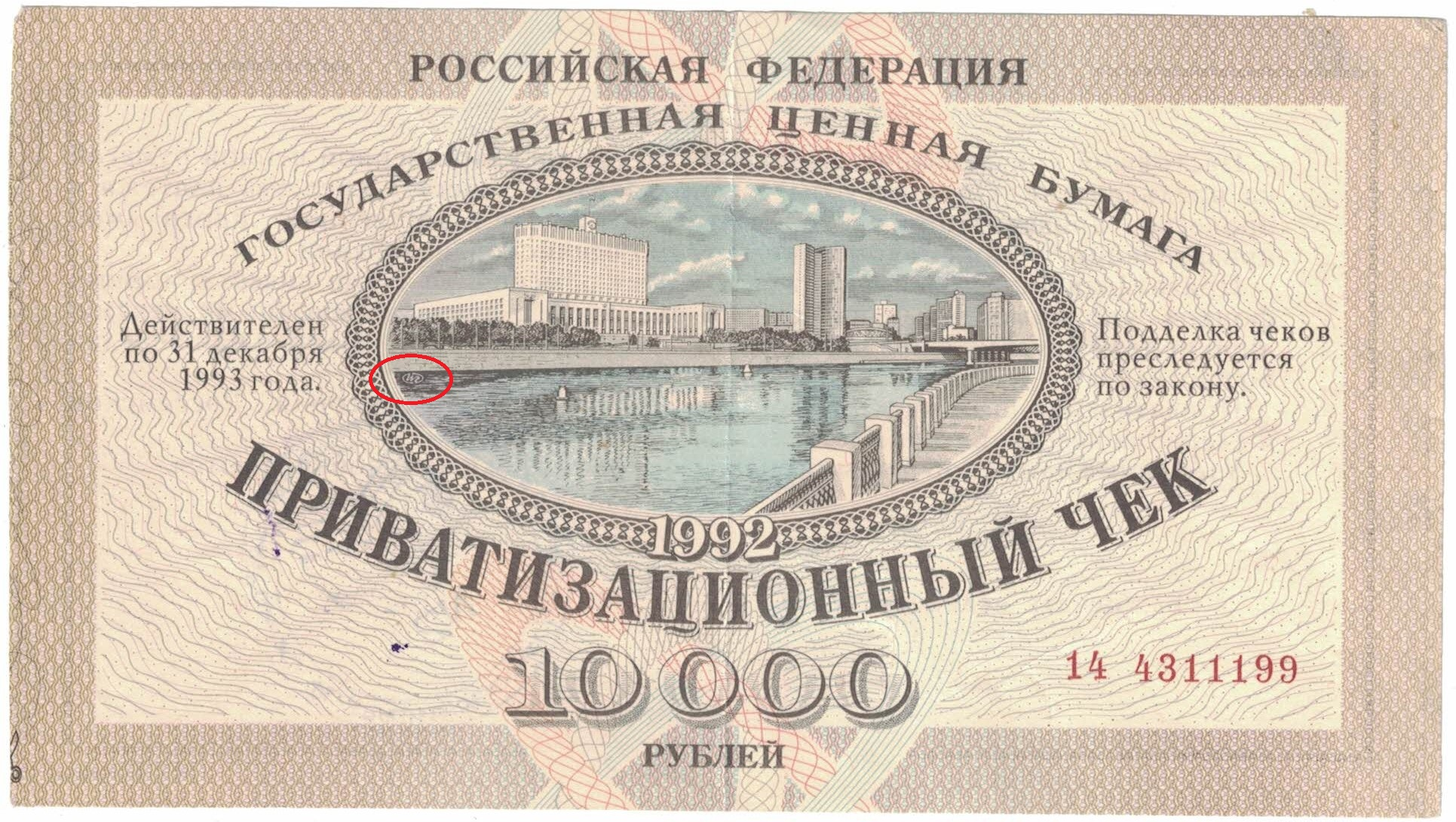
Bon de privatisation.

La chute du bloc soviétique en 1991 pousse des économistes libéraux, tant venant du bloc soviétique que du bloc capitaliste, à privatiser les pays anciennement communistes le plus rapidement possible, notamment grâce à la thérapie de choc consistant entre autres à appliquer une politique de privatisation par coupons (voucher privatization) dès janvier 1993 où l'intégralité des droits des entreprises collectivisées sont distribuées de manière équitable à tous, qui peuvent librement vendre leurs droits de propriétés pour un prix donné,.
Thomas Piketty estime que la voucher privatization aurait précipité de riches propriétaires à racheter une très grande quantité de droits de propriété, augmentant ainsi très rapidement le degré d'inégalités dans les pays post-soviétiques. Cette politique serait ainsi à l'origine de l'oligarchie russe. L'économiste se désole que l'on n'ait pas emprunté une troisième voie différente du « désastre communiste » et de la logique ultra-libérale.
La Chine maoïste voit son niveau d'inégalités augmenter, en particulier grâce au pouvoir étatique chinois. Ainsi, Forbes estime qu'en 2015 le haut fonctionnaire Zhou Yongkang aurait accumulé grâce au parti communiste chinois (PCC) une fortune supérieure à 16 milliards de dollars, ce qui le placerait à la 55e place du classement Forbes de 2015. Ce pouvoir n'est pas exclusif aux hauts fonctionnaires de l’État, Forbes révèle par exemple qu'un fonctionnaire intermédiaire a réussi à accumuler une fortune supérieure à 180 millions de dollars. D'après Walter Scheidel, les inégalités sont devenues si extrêmes que le gouvernement chinois est contraint de mettre en place un contrôle des milliardaires, dont l'efficacité réelle est sévèrement remise en cause par Thomas Piketty.
La chute du mur de Berlin permet de réduire les inégalités régionales entre l'Allemagne de l'Ouest et l'Allemagne de l'Est, cette dernière possédait un patrimoine moyen par foyer trois fois inférieur à celui du côté ouest avant la réunification. Les inégalités restent néanmoins persistantes, puisqu'en 2018 le patrimoine moyen était 2,25 fois supérieur côté ouest que côté est.

## XXIesiècle

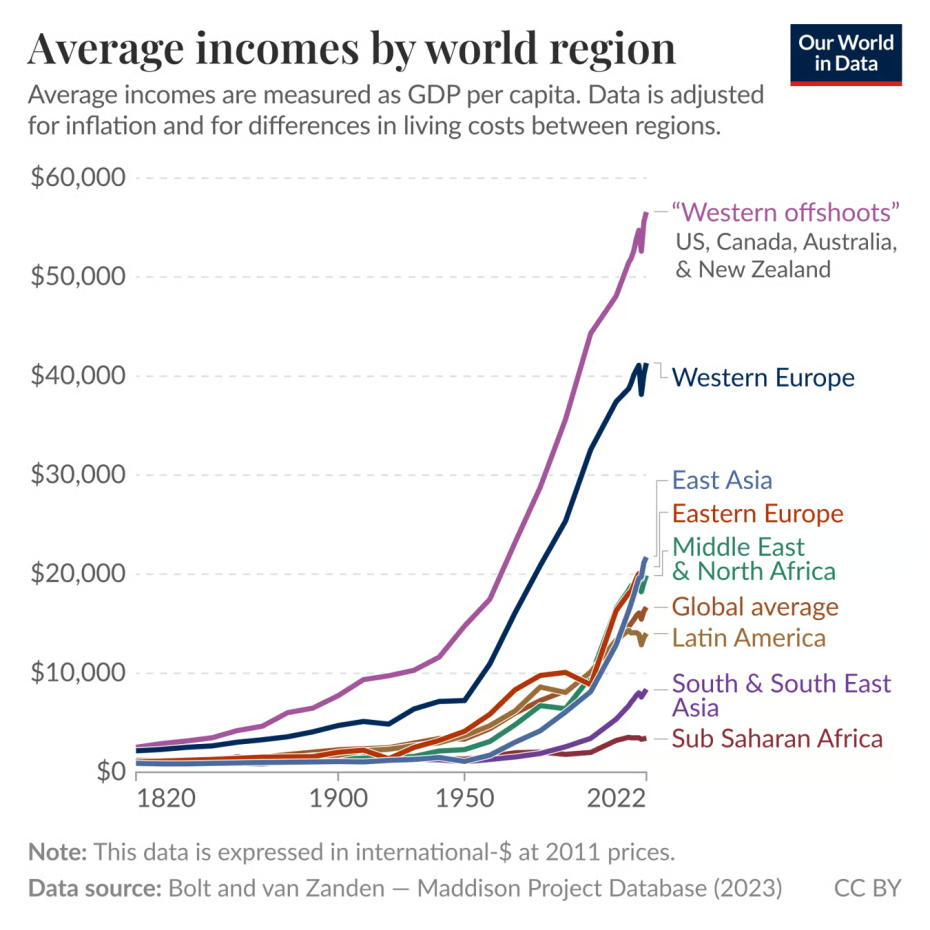
Évolution du revenu constant moyen par région du monde de 1820 à 2022.

À partir du tournant néolibéral, les inégalités commencent à augmenter partout dans le monde : la pauvreté et l’extrême pauvreté ont certes reculé, mais les inégalités entre pays développés et pays en développement, entre les capitalistes et les travailleurs, et entre travailleurs peu qualifiés et très qualifiés ont fortement augmenté, le revenu des 10 % les plus riches est passé de 1980 à 2021 en Europe de 27 à 36 % et aux États-Unis de 35 à 47 %.
Sur le plan mondial, les 50 % les plus pauvres détiennent 2 % des richesses mondiales, contre 76 % des richesses pour les 10 % les plus riches, 38 % allant aux 1 % les plus riches, et 12 % allant aux 0,01 % les plus riches. Ainsi les inégalités de richesse augmentent de 50 % entre les 50 % les plus pauvres et les 0,01 % les plus riches de 2008 à 2022.
Néanmoins, la répartition des revenus entre les humains pris en un ensemble sans distinction de nationalité devient de moins en moins inégalitaire depuis les années 1980, tout comme la répartition entre les pays pris en un ensemble devient de plus en plus égalitaire.

### La hausse des inégalités: un phénomène mondial
| Pays                                                                                         | 1980  | 1990  | 2010  | Évolution 1980-2010 |
| -------------------------------------------------------------------------------------------- | ----- | ----- | ----- | ------------------- |
| Allemagne                                                                                    | 0,251 | 0,263 | 0,286 | +0,015              |
| Autriche                                                                                     | 0,266 | 0,284 | 0,274 | +0,008              |
| Australie                                                                                    | 0,269 | 0,303 | 0,333 | +0,064              |
| Belgique                                                                                     | 0,226 | 0,230 | 0,252 | +0,026              |
| Canada                                                                                       | 0,282 | 0,230 | 0,252 | -0,030              |
| Danemark                                                                                     | 0,255 | 0,258 | 0,253 | -0,002              |
| Espagne                                                                                      | 0,318 | 0,302 | 0,333 | +0,015              |
| États-Unis                                                                                   | 0,304 | 0,342 | 0,373 | +0,069              |
| Finlande                                                                                     | 0,217 | 0,210 | 0,256 | +0,039              |
| France                                                                                       | 0,291 | 0,291 | 0,300 | +0,009              |
| Grèce                                                                                        | 0,330 | 0,327 | 0,333 | +0,003              |
| Irlande                                                                                      | 0,311 | 0,331 | 0,294 | -0,017              |
| Italie                                                                                       | 0,291 | 0,301 | 0,327 | +0,036              |
| Japon                                                                                        | 0,244 | 0,259 | 0,294 | +0,050              |
| Luxembourg                                                                                   |       | 0,240 | 0,269 |                     |
| Nouvelle-Zélande                                                                             | 0,281 | 0,229 | 0,231 | -0,050              |
| Norvège                                                                                      | 0,235 | 0,229 | 0,231 | -0,004              |
| Pays-Bas                                                                                     | 0,248 | 0,266 | 0,270 | +0,022              |
| Portugal                                                                                     | 0,224 | 0,308 | 0,333 | +0,109              |
| Royaume-Uni                                                                                  | 0,267 | 0,328 | 0,357 | +0,090              |
| Singapour                                                                                    | 0,383 | 0,408 | 0,433 | +0,050              |
| Suède                                                                                        | 0,200 | 0,214 | 0,258 | +0,058              |
| Suisse                                                                                       | 0,303 | 0,322 | 0,298 | -0,005              |
| Taïwan                                                                                       | 0,263 | 0,272 | 0,296 | +0,033              |
| Moyenne                                                                                      | 0,280 | 0,281 | 0,298 | +0,018              |
| * revenu après imposition et transferts sociaux, ne prend pas en compte les services publics |       |       |       |                     |
| Source : Walter Scheidel, Une histoire des inégalités, éd. Actes Sud, p. 575-577             |       |       |       |                     |

À l'heure actuelle, les États-Unis connaissent en réalité un stade d’inégalité sans précédent : alors qu’à la veille de la Grande Dépression de 1929 — qui était en partie causée par les inégalités entre travailleurs et capitalistes — les 1 % les plus riches possédaient 24 % des revenus du pays, ce taux est en 2019 de 27 %. De 1980 à 2015, là où les revenus des 50 % des Américains les plus pauvres ont parfaitement stagné, les 15 % les plus pauvres ont eu un niveau de revenu en moyenne décroissant depuis 1980 et les revenus des 1 % les plus riches ont triplé,,,, et depuis 1970 les revenus des 0,1 % les plus riches ont quadruplé, et ceux des 0,01 % les plus riches ont sextuplé. Par ailleurs, de 1977 à 2007, 75 % de la croissance économique américaine a bénéficié aux 10 % des Américains les plus riches, tandis que 60 % de la croissance a bénéficié aux 1 % les plus riches ; les 90 % restants ont bénéficié d'une croissance annuel du revenu moyen de moins de 0,5 %. Ainsi, dans le monde en 2005, l'indice de Gini associés aux revenus nets en parité du pouvoir d'achat est monté à 0,70 point contre 0,65 point auparavant. Plus précisément aux États-Unis, de 1970 à 2018, le coefficient de Gini associé aux revenus nets est passé de 0,65 à 0,75, tandis qu'en France, ce coefficient est passé de 0,37 à 0,29.
La hausse des inégalités de revenus se conjugue également avec une hausse des inégalités de patrimoine. Ainsi, les 0,000 01 % des ménages américains les plus riches (en 2021 cela concerne 18 ménages) détiennent en 2021 environ 1,35 % du patrimoine américain total, alors qu'ils en détenaient environ 0,8 % en 1913 et 0,13 % en 1982 ; toujours aux États-Unis, les 0,1 % des plus riches détiennent en 2025 près de six fois le patrimoine total de la moitié la plus pauvre de la population. À l'échelle mondiale, en 2021, les 1 % des ménages plus riches au monde détiennent plus de 50 % du patrimoine net mondial, et en 2024, les 0,000 1 % des ménages les plus riches détiennent en patrimoine l'équivalent de près de 14 % du PIB mondial, alors que ce chiffre était de 4 % en 1990. Jusqu'en 2013, cette évolution est similaire dans les pays anglo-saxons (Angleterre, Canada, Australie), mais n'est pas comparable dans les autres pays développés (France, Allemagne, Japon). Depuis 1980, les pays en développement vivent quant à eux une hausse significative des niveaux d'inégalité intranationaux mais aussi internationaux avec les pays développés, notamment à cause des conseils de l'Organisation mondiale du commerce (OMC), ouvertement libre-échangistes, pointés du doigt pour avoir minoré leurs croissances économiques et accru la pauvreté,.
Cette élévation des inégalités aux États-Unis peut également se retrouver dans l'espérance de vie : alors que l'espérance de vie des riches n'a cessé de croître depuis 1980, celle des pauvres a diminué de 3,5 ans relativement aux pays de l'OCDE.
Cependant, il serait erroné de considérer que les inégalités ne s'accroissent qu'entre détenteurs de patrimoine et non-détenteurs de patrimoine, car les inégalités économiques entre travailleurs augmentent également. En effet, depuis plusieurs années, apparaissent des « super-cadres » décrochant des salaires extrêmement élevés. Ainsi, dans les années 2000, 60 à 70 % des 0,1 % des revenus les plus élevés aux États-Unis sont des cadres dirigeants,.

#### Une évolution au bénéfice des millionnaires et milliardaires

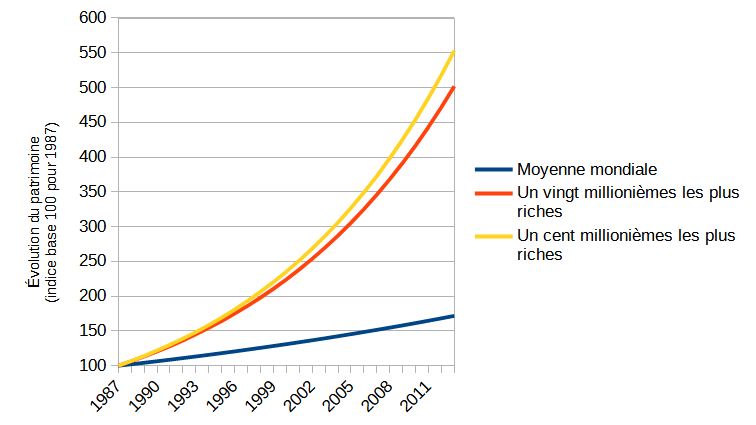
Évolution approximative du patrimoine réel de 1987 à 2013 en indice de base 100, d'après les chiffres de Thomas Piketty.

D'après Thomas Piketty, en usant des statistiques de Forbes, la part des milliardaires dans le patrimoine mondial est en 2013 de plus de 1,5 %, alors qu'elle était de 0,4 % en 1987, leur patrimoine a augmenté entre ces deux années de 300 à 5 400 milliards de dollars en termes réels de 2013. De plus, de 1987 à 2013, la part des un vingt millionièmes les plus riches (ce qui concerne respectivement 150 et 225 individus dans les années 1980 et 2010) dans le patrimoine mondial a triplé, passant d'environ 0,3 à 0,9 %, et la part des un cent millionièmes les plus riches (ce qui concerne respectivement 30 et 45 individus) a quadruplé, passant d'environ 0,1 à 0,4 %. Oxfam déplore le fait que sur la seule période 2020-2023, la fortune des milliardaires a augmenté de 3 300 milliards de dollars tandis que la fortune des cinq hommes les plus riches du monde a plus que doublé de 405 milliards à 869 milliards de dollars.
Le World Inequality Lab estime que la croissance économique aurait bénéficié depuis 1995 à hauteur de 38 % aux multimillionnaires, contre 2 % de la croissance ayant bénéficié aux 50 % les plus pauvres dans le monde ; depuis 2020, deux tiers de la croissance aurait bénéficié aux 1 % les plus riches.
L'augmentation des richesses aurait bénéficié en particulier aux milliardaires, dont le nombre a été multiplié par près de 10 entre 1987 et 2013, et par près de 19 entre 1987 et 2024. Le nombre de milliardaires est par ailleurs réparti géographiquement de manière non-uniforme :
| Région du monde                | Nombre de milliardaires | %      | Nombre de milliardaires par million d'habitants | Patrimoine moyen des milliardaires |
| ------------------------------ | ----------------------- | ------ | ----------------------------------------------- | ---------------------------------- |
| Europe                         | 499                     | 18,1 % | 0,672                                           | 4 845 691 380 $                    |
| Amérique du Nord               | 835                     | 30,3 % | 2,20                                            | 5 774 850 300 $                    |
| Asie de l'Est                  | 838                     | 30,4 % | 0,504                                           | 4 112 171 840 $                    |
| Asie du Sud et du Sud-Est      | 260                     | 9,4 %  | 0,096,                                          | 4 811 538 460 $                    |
| Amérique Latine                | 105                     | 3,8 %  | 0,158                                           | 4 845 600 000 $                    |
| Afrique subsaharienne          | 11                      | 0,4 %  | 0,063,                                          | 4 727 272 727 $                    |
| Moyen-Orient & Afrique du Nord | 75                      | 2,7 %  | 0,164                                           | 2 426 666 667 $                    |
| Russie et Asie centrale        | 133                     | 4,8 %  | 1,698,                                          | 4 406 015 040 $                    |
| Total                          | 2 756                   | 100 %  | 0,347                                           | 4 686 502 180 $                    |

L'ensemble des revenus des milliardaires américains est imposé à 23 %, un taux similaire à celui de 1910, ce qui signifie que les milliardaires sont moins taxés que les classes moyennes et populaires. En effet, en juin 2021, ProPublica révèle que les impôts sur le revenu pour les milliardaires sont si basses que des personnalités telles que Jeff Bezos (en 2007 et 2011), Elon Musk (en 2018), Michael Bloomberg et George Soros ont légalement versé 0 $ au fisc américain sur une période pouvant aller jusqu'à 3 ans,. Le philanthrope américain Warren Buffett, notamment à l'origine de la règle Buffett, est un des milliardaires échappant le mieux au fisc, puisque sur la période 2014-2018 il n'aurait versé que 0,10 % de ses revenus sous forme d'impôt. De manière analogue, en France, les revenus des milliardaires sont en moyenne taxés à 25 %, soit deux fois moins que le reste de la population ; au Danemark, les revenus des milliardaires sont taxés à 20 %, soit deux fois moins que la moitié la plus pauvre du pays.
De manière plus globale, en juin 2024, Gabriel Zucman chiffre le taux d'imposition effectif moyen sur le revenu des 3 000 milliardaires à un équivalent de 0,3 % de leur patrimoine.
Par ailleurs, au sein des milliardaires, les inégalités économiques augmentent également : en 2010, 388 milliardaires possèdent ce que détient la moitié la plus pauvre du monde en patrimoine net ; en 2014, leur nombre se réduit à 85 milliardaires ; et en 2015 enfin, il ne suffit plus que de 62 milliardaires.

#### Montée des inégalités dans le revenu secondaire
Dans la continuité du tournant néolibéral, là où les taux de prélèvements obligatoires dans les autres pays développés n'ont pas varié depuis les années 1990, les impôts américains continuent de baisser tendanciellement. Les économistes Emmanuel Saez et Gabriel Zucman chiffrent que dans les années 1990 le taux de prélèvements obligatoires était de 31,5 % du revenu national contre 28 % en 2019, ce qui, selon eux, est une baisse inouïe des prélèvements obligatoires ; plus spécifiquement, le taux effectif moyen d'imposition des revenus du capital est passé de 36 % dans les années 1990 à 26 % après le mandat de Donald Trump ; sur la même période, l'impôt sur les dividendes est passé de 39,6 % à 20 %. Les deux auteurs précisent par ailleurs que depuis le début du XXIe siècle, pour la première fois dans l'histoire des États-Unis, le taux d'imposition sur les revenus du capital est plus faible que celui sur les revenus du travail (ce dernier est passé de 35 à 37 % des années 1990 à 2019), augmentant ainsi les inégalités entre détenteurs de patrimoine et travailleurs, donc de facto les disparités entre riches et pauvres.
Outre une baisse de l'imposition pour les plus riches, on retrouve une montée des inégalités dans la baisse des prestations sociales accordées aux plus modestes :
- États-Unis : depuis Donald Trump, renforcement de l'éligibilité aux food stamps, désormais alloués aux travailleurs effectuant plus de 20 heures de travail dans les États où le chômage est inférieur à 10 % ;
- Royaume-Uni : depuis 2012, réforme de l'Universal credit (en) avec une fusion des minima sociaux dans le but de faire des économies ;
- Allemagne : depuis 2005, la loi Hartz IV abaisse le temps de l'allocation chômage de 32 à 12 mois, et le montant de la prestation de 60 % du salaire précédemment touché à maximum 345 € par mois[197] ;
- France : depuis décembre 2023, mise en application de la loi pour le plein emploi, le revenu de solidarité active (RSA) n'est alloué qu'aux individus effectuant plus de 15 heures d'activité par semaine (ajustable en fonction des problèmes familiaux ou de santé)[198].

### Des causes multiples

#### Mondialisation
Certains économistes accusent la mondialisation d'être à l'origine des inégalités, voire de leurs accélérations au cours du XXIe siècle. L'économiste Jacques Sapir explique notamment que cette mondialisation s'est faite au détriment des plus bas salaires, puisque la mondialisation économique pousse les pays à être compétitifs, et donc à lutter contre l'inflation, mais que les États n'ont pas trouvé d'autre moyen pour cela que d'empêcher des hausses de salaire, qui auraient pu amener à des boucles salariales-inflationistes. Loin d'être le jeu naturel de l'économie, Sapir affirme que c'est le résultat d'un « choix essentiellement politique ».
Nombre d'économistes rejettent ce phénomène : certes, la mondialisation économique telle qu'elle est déployée semble accroître les inégalités, mais c'est parce qu'on la pense indémêlable de la mondialisation financière et de l'essor de l'évasion fiscale. Or, selon ces économistes, ce sont ces deux dernières causes qui provoquent une hausse des inégalités économiques, il ne faut pas s'attaquer à la mondialisation des marchandises ni aux migrations, qui sont eux facteurs d'égalité économique,,.

#### Essor de l'évasion fiscale
Cette augmentation des inégalités est en partie expliquée par le développement des paradis fiscaux et des sociétés écrans, ce qui a incité les États à réduire leurs impôts pour éviter que les plus riches ne fuient le pays, de fait, une augmentation de 10 % du taux d’imposition réduit d’autant le nombre de sportifs étrangers de hauts niveaux dans ce même pays. Dans les faits, dans les pays nordiques, les 0,1 % les plus riches placent 30 % de la somme qu’ils étaient censés s’acquitter par l’impôt dans des paradis fiscaux. Ainsi, Gabriel Zucman estime que l'équivalent de 12 % du PIB mondial serait contenu dans des paradis fiscaux en 2022 (contre 10 % dans les années 2000) avec une baisse continuelle des recettes fiscales sur les sociétés à cause de ce système financier : en 1980, 1 % des recettes étaient perdues au niveau mondial, contre près de 10 % en 2024.
Pourtant, on pourrait assez facilement s’attaquer aux paradis fiscaux notamment par la mise en place d’un impôt mondial et de réglementations sur des cabinets d'avocats et de sanctions dédiées aux pays refusant d’être fiscalement transparents. Le système fiscal actuel se ferait au détriment des 50 % les plus pauvres et favoriserait les 1 % les plus riches, ces derniers payent moins d'impôt relativement à leurs revenus,. Selon Gabriel Zucman et Emmanuel Saez, si l’on ne lutte pas contre les paradis fiscaux, ce n’est pas par manque de solution, mais par choix politique délibéré,.

#### Hausse de la dette publique
Par ailleurs, face à la hausse des dettes publiques causée par des impositions ne suivant plus les dépenses publiques, les politiques de rigueur sont de plus en plus mises en avant alors que leurs caractères inégalitaires sont décriés. Ainsi, les Économistes atterrés affirment que les politiques d'austérité budgétaires lors de la Grande Récession de 2008 ont provoqué une réduction des dépenses dans les systèmes de santé de 18 pays européens, induisant une baisse des salaires pour les médecins, une baisse du nombre de médecins embauchés, un moindre achat de médicaments, et la fermeture d’hôpitaux publics, et ce particulièrement en zone rurale.
Du côté des créditeurs, la dette publique exacerbe également les inégalités économique : la dette publique est en forte majorité détenue par les agents économiques les plus riches. Ainsi en France, en 2015, seuls 12 % des actifs financiers (parmi lesquels font partie les titres de la dette publique) appartiennent aux 90 % des Français les moins riches, là où les 0,1 % des Français les mieux dotés en patrimoine en possèdent près de trois quarts. Aux États-Unis, 1 % des ménages américains les plus riches possèdent la moitié de la dette publique américaine,.

#### Changement climatique
Le changement climatique est par ailleurs un facteur de la hausse des inégalités entre les pays en développement et les pays développés : alors que les pays développés sont historiquement et actuellement les plus grands émetteurs de carbone, ce sont les individus vivant dans les pays en développement qui sont les plus touchés, notamment par l'exposition à la pollution et aux catastrophes naturelles, et par la dégradation des ressources naturelles. Ainsi, le World Inequality Report de 2022 chiffre que 10 % des individus de la planète sont responsables de la moitié des émissions de gaz à effet de serre, là où 50 % des individus n'y contribuent qu'à 12 %. Lucas Chancel propose ainsi de mettre davantage à contribution les millionnaires et au-delà afin de lutter contre le changement climatique.
| Catégorie              | Émissions annuelles moyennes de CO2 (en tonne) | Rapportées aux émissions moyennes mondiales |
| ---------------------- | ---------------------------------------------- | ------------------------------------------- |
| 50 % des plus pauvres  | 1,6                                            | {\displaystyle \times 0,24}                 |
| 40 % du milieu         | 6,6                                            | {\displaystyle \times 1}                    |
| 1 % des plus riches    | 110                                            | {\displaystyle \times 16,7}                 |
| 0,1 % des plus riches  | 467                                            | {\displaystyle \times 70,8}                 |
| 0,01 % des plus riches | 2 531                                          | {\displaystyle \times 383,5}                |

L'économiste Esther Duflo chiffre ainsi un coût annuel de 500 milliards de dollars pour les pays pauvres pour la seule prise en compte de la hausse de la mortalité liée aux émissions carbones européennes et américaines.

### Certaines sphères épargnées par la hausse des inégalités
Lucas Chancel considère qu'en 2021, sur un plan mondial les 10 % des plus hauts revenus détiennent un revenu 5,2 fois supérieur au revenu moyen, alors que la moitié la plus pauvre de la population détient 0,17 fois le revenu moyen mondial. L'économiste analyse ainsi que depuis 1982 les inégalités au sein des pays se sont certes accrues, mais que les inégalités de revenu entre pays ont été réduites. L'économiste spécialiste des inégalités Branko Milanović parle même de « grande convergence » entre les pays du monde, un phénomène qui serait sous-estimé puisque les individus sont beaucoup plus sensibles aux inégalités intranationales. Étant donné que les inégalités internationales sont plus importantes que les inégalités intranationales, la baisse des premières contrebalance la hausse des secondes, les inégalités de revenu décroissent en conséquence au niveau mondial,. Cependant il faut nuancer cette tendance, puisque selon Max Roser il y aurait de forte chance que le niveau d'inégalité mondiale reste élevé dans le futur, et que selon Thomas Piketty les inégalités de richesse augmentent entre les individus dans le monde.

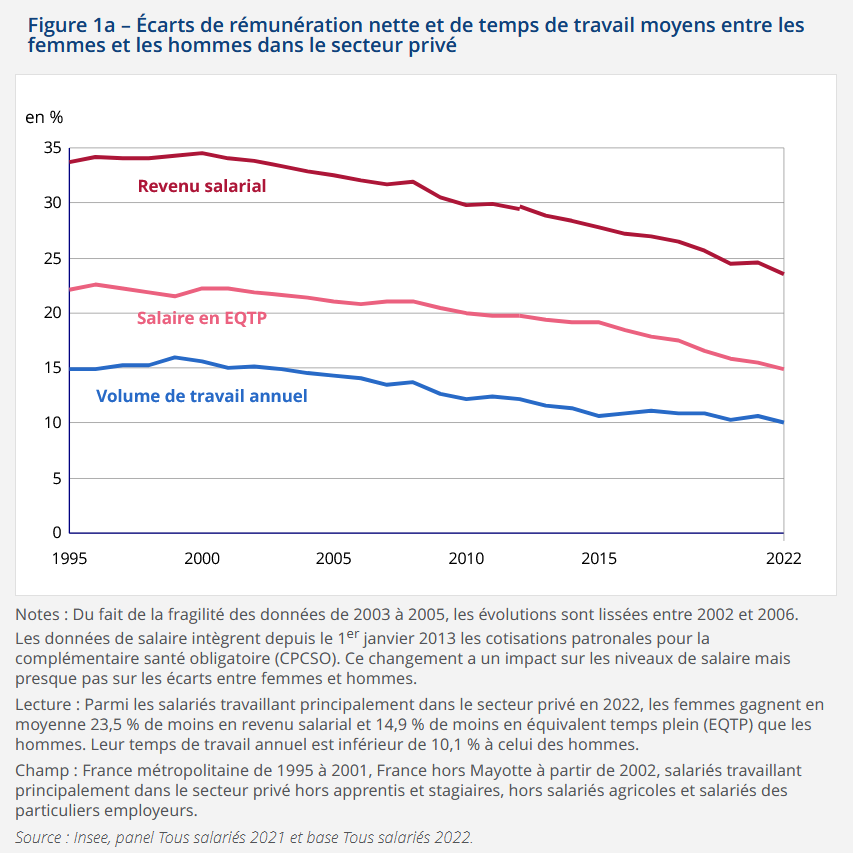
Évolution des écarts de salaire entre les hommes et les femmes dans le secteur privé en France, 1995-2022. En rouge, revenu salarial ; en rose, salaire en EQTP ; en bleu, volume de travail annuel.

En excluant la Chine, les inégalités économiques entre homme et femme se réduisent continuellement partout dans le monde depuis 1990, bien que la parité égale est loin d'être atteinte : les hommes détenaient en moyenne un revenu 2,22 fois supérieur à celui des femmes en 1990 contre actuellement 1,86 fois celui des femmes,. L'inégale répartition des tâches ménagères est également persistante. De 1995 à 2020, l'alphabétisation féminine progresse de 80 à 90 %, et la déscolarisation des femmes est divisée par deux.
| Année                                 | 1960   | 1970   | 1980   | 1990   | 2000   | 2010   |
| Salaire hommes ($)                    | 35 676 | 46 346 | 48 369 | 46 173 | 48 654 | 49 221 |
| Salaire femmes ($)                    | 21 646 | 27 515 | 29 098 | 33 068 | 35 868 | 38 097 |
| Salaire femmes en % du salaire hommes | 60,7 % | 59,4 % | 60,2 % | 71,6 % | 73,7 % | 77,4 % |

Dans les pays qui sont restés très touchés par les niveaux d'inégalité tout au long du XXe siècle, les revendications d'égalité économique sont plus persistantes au sein de la partie pauvre de la population, avec une tendance classiste du vote. Ainsi, en Inde, le système de discrimination positive est le plus ambitieux et avancé au monde, avec notamment l'extension en 2018 des quotas aux anciens intouchables afin de réparer les torts du colonialisme britannique et des discriminations de caste. L'évolution de l'Inde est néanmoins à nuancer sérieusement puisqu'il s'est révélé que l'Inde n'a jamais été aussi inégalitaire de son histoire documentée qu'en 2023, tant pour les revenus que pour le patrimoine. Au Brésil, le Parti des travailleurs, dont l'électorat possède un revenu inférieur à la moyenne nationale, permet, de 2002 à 2015, une augmentation relative des revenus allant à la moitié pauvre du pays, au détriment de la classe moyenne.

### Réactions internationales

#### Réactions populaires
D'après des sondages effectués, les individus sont majoritairement favorables au fait de taxer spécifiquement les plus riches. Ainsi en 2023, 80 % des Belges sondés sont favorables à une nouvelle taxation des individus ayant un patrimoine supérieur à un million d'euros. En Allemagne, 72 % des habitants souhaitent davantage d'impôts pour les plus riches. En 2024 en France, 75 % des sondés par le journal Libération estiment que la fiscalité nationale est injuste, 15 % souhaitent en priorité réduire les impôts de tous les Français, y compris les plus aisés, tandis que 47 % souhaitent en priorité augmenter les impôts sur les ménages ou sur les entreprises les plus aisés.

#### Consternation des riches bénéficiaires
Depuis 2010, en réponse à la hausse des inégalités, aux pressions écologiques, et dans certains pays à une imposition sur les riches inférieure à celle sur les classes moyennes, des groupes de centaines de millionnaires autour du globe réclament de se faire davantage taxer par les gouvernements, notamment le groupe anglo-américain Patriotic Millionaires, créé en 2010 ; le groupe austro-allemand Tax me now, créé en 2022 ; et le groupe international Proud to pay more qui a signé une lettre ouverte à Davos lors du Forum économique mondial de 2023 et 2024,,,.
Ces groupes seraient constitués de jeunes millionnaires davantage sensibles aux enjeux climatiques, fiscaux, inégalitaires et de la pauvreté dans le monde, Dominique Plihon explique ainsi : « La nouvelle génération [de millionnaires] est également plus au fait de la convergence entre les crises. Crise climatique, crise fiscale, crise économique et crise démocratiques sont intrinsèquement liées entre elles, ce qui pousse d’autant plus la nouvelle génération à vouloir changer les choses. ». Cependant, selon Dominique Plihon, une autre raison sous-jacente plus probable serait le fait de rechercher à atténuer la résolution des inégalités extrêmes afin de ne pas trop être taxé dans le futur.

#### Sphère académique
Sur le plan académique, l'économiste Thomas Piketty a proposé en 2013 dans Le Capital au XXIe siècle de mettre en place un impôt mondial prélevant marginalement chaque année 5 à 10 % du capital pour les patrimoines supérieurs à plusieurs centaines de millions d'euros,. Cependant Piketty propose en 2019 dans Capital et Idéologie de finalement mettre en place un impôt mondial au taux marginal de 90 % sur le capital et de 90 % sur les successions pour les plus riches ayant un patrimoine supérieur à 10 000 fois le patrimoine mondial moyen, soit environ deux milliards d'euros,,.
Emmanuel Saez et Gabriel Zucman proposent quant à eux une imposition sur les revenus provenant des pays du reste du monde entrant dans quelque pays : ainsi, en supposant que la France ait un taux de prélèvement de 30 % sur le revenu, alors si un pays quelconque possède un prélèvement de 5 %, alors la France doit appliquer à tout revenu provenant de ce pays une imposition supérieure de 25 %, et donc les revenus référencés en France ou dans ce pays quelconque seront imposés à 30 % pour les résidents français faisant venir ces revenus. Ainsi, les deux économistes affirment que cela permettrait à un seul pays de nullifier les avantages des paradis fiscaux, ils déclarent également que les délocalisations ne seraient pas un problème puisque leurs nombres seraient exagérés, et que l'on pourrait facilement résoudre le problème en continuant de taxer des résidents de long terme qui émigrent vers un autre pays.
En vue du sommet du G20 de 2024 présidé par le Brésil, ce dernier commande à l'économiste Gabriel Zucman un rapport sur les inégalités dans le monde. Le rapport propose de mettre en place un impôt mondial annuel sur les milliardaires de minimum 2 % de leur patrimoine, ce qui générerait chaque année entre 200 et 250 milliards de dollars en recettes fiscales,.

#### Sphère électorale

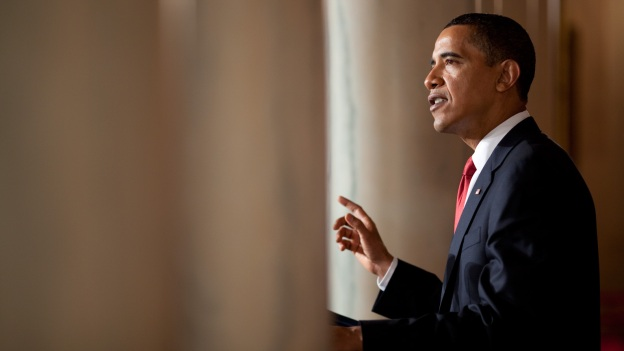
Barack Obama en avril 2009, parlant des paradis fiscaux et des impositions injustes.

Barack Obama en 2011 puis Hillary Clinton en 2016 proposent la règle Buffett, une politique d'imposition plancher taxant a minima à 30 % les revenus des contribuables touchant plus d'un million d'euros par an, ce qui concerne 0,3 % des Américains. Cette règle Buffett n'a cependant jamais encore été mise en place.
En 2013, lors de son second mandat, Barack Obama révèle son inquiétude quant à la montée des inégalités aux États-Unis et ses implications sur la méritocratie : « La dangereuse croissance des inégalités et l'absence de possibilités d'ascension sociale ont compromis les fondements socioéconomique de la classe moyenne américaine — selon lesquels, en travaillant dur, tout le monde a une chance de réussir. »
En mars 2024, dans la continuité des Bidenomics cherchant à lutter contre les inégalités, Joe Biden propose pour les États-Unis une imposition minimale de 25 % sur les milliardaires, ainsi qu'une hausse de l'impôt sur les sociétés de 21 à 28 %. En janvier 2025, alors à la fin de son mandat, Joe Biden révèle ses inquiétudes quant à la constitution d'une oligarchie aux États-Unis, il déclare ainsi : « Actuellement en Amérique, une oligarchie est en train de prendre la forme de la richesse, du pouvoir et de l'influence extrêmes qui menacent littéralement toute notre démocratie, nos droits fondamentaux et nos libertés ».
En Espagne, en 2022, en réaction à l'augmentation des inégalités, le gouvernement socialiste (PSOE) de Pedro Sánchez fait passer un impôt temporaire pour 2022-2023 sur les grandes fortunes. Ainsi, les fortunes supérieures à 3,7 millions d'euros sont taxées annuellement jusqu'à 3,5 %.

#### Sphère diplomatique
Depuis 2016 et surtout depuis 2018, un grand nombre de pays dont la Suisse transmettent désormais de manière automatique leurs informations bancaires, mettant partiellement fin au secret bancaire,, ce qui aurait significativement limité l'évasion fiscale.

Fin 2022, l'Organisation des Nations unies (ONU) propose de mettre en place le premier impôt mondial de l'Histoire pour lutter contre les paradis fiscaux.

En 2021, l'Organisation des Nations unies fait passer à l'unanimité auprès de plus de 130 pays un impôt mondial sur l'impôt sur les sociétés de minimum 15 %, dans le but d'endiguer les évasions fiscales pour permettre une gouvernance fiscale moins restreinte, elle est appliquée dès novembre 2022,,,. Cet impôt permettrait de récolter 4,8 % supplémentaire en recettes fiscales sur les sociétés, alors qu'un impôt d'au moins 20 % et sans exception, comme initialement prévu en 2020, aurait permis d'en récolter 16,7 %, ce qui est selon les mots de Gabriel Zucman « really inefficient, and it's a major disappointment » (« vraiment inefficace, et c'est une grande déception »).
Le Brésil, la France, l'Espagne, l'Allemagne, la Belgique, l'Afrique du Sud et d'autres pays comptent défendre une taxe minimale mondiale sur les milliardaires lors du sommet du G20 de 2024, tenu entre le 18 et 19 novembre 2024.

### Prévisions futures

#### Tractations idéologico-politiques
Emmanuel Saez et Gabriel Zucman précisent qu'il est très difficile de véritablement prévoir le futur des inégalités économiques, d'abord parce que l'évolution des inégalités n'a rien de naturel, ensuite parce que la confrontation entre les fortes revendications de ceux réclamant des impositions sur les riches, et entre les États persistant dans leurs baisses d'impôt envers les riches, fait que l'on peut tout au plus être vague sur le futur. « Tous les scénarios sont possibles dans les décennies à venir : de la disparition pure et simple de l'impôt sur le revenu jusqu'à des niveaux de progressivité fiscale inédits, la palette des possibles est infinie. » Néanmoins, ils préviennent que la tendance actuelle risque d'accroître encore les inégalités à un niveau inédit : « Mais, si la tendance actuelle se poursuit, une nouvelle vague d'évasion fiscale est sur le point de déferler. Avec l'effondrement de l'impôt sur les sociétés sous le coup de la concurrence fiscale internationale, c'est la pierre angulaire des systèmes fiscaux contemporains — l'impôt progressif sur le revenu — qui menace de s'effondrer. »
Thomas Piketty déplore moins notre situation actuelle que la tendance que nous sommes en train de prendre ; comme l’ont démontré les États-Unis, il y a un grand risque que les pays développés appliquent massivement des politiques libérales dans le futur jusqu’à retrouver un niveau d’inégalités proche de celui du début du XXe siècle, ce qui rendra d’autant plus difficile pour les pays en développement de créer un État fort pouvant investir dans le capital humain. Cette tendance risque de recréer une « société de rentiers » où les élites resteront les mêmes, les innovations seront lentes et l’économie sera « sclérosée ».
Dans la même lignée, Walter Scheidel affirme que les États ont trouvé le moyen de contenir les crises sans toucher aux répartitions de revenu ; grâce à cela, les institutions politiques contemporaines — il cite notamment le système social, l'assouplissement quantitatif et l'incapacité pour l’État d'être mis en faillite — cimentent le système économique en place, ce qui minore voire nullifie les effets égalisateurs des Cavaliers de l'Apocalypse. Il prend notamment pour exemple les crises de 2009 et du Covid-19. Pour toutes ces raisons, Scheidel affirme que « Nous sommes probablement entrés dans une nouvelle phase d’inégalité qui est si solide qu’elle ne prendra pas fin de sitôt. »

#### Intelligence artificielle et marché du travail

L'intelligence artificielle, potentielle contributrice aux inégalités de revenu.

Par ailleurs, l’intelligence artificielle risque également de fortement accroître les inégalités économiques. Selon certaines estimations l’intelligence artificielle pourrait non seulement accroître les inégalités mais aussi précariser les travailleurs : on estimait en 2014-2015 que 7 % des emplois qualifiés seront menacés et 45 % des emplois en général le seront d'ici 2050,, mais ces chiffres datent d’avant l’accélération du développement de l’intelligence artificielle depuis OpenAI.
Une étude du FMI de 2024 considère que 60 % des emplois seront fortement impactés par l’intelligence artificielle dans les pays développés d’ici 2040 (contre 40 % à une échelle mondiale), dont la moitié menacée. En considérant tous les scénarios possibles en fonction des hausses de productivité et de la complémentarité entre l'intelligence artificielle et le travail, pour les pays développés, le FMI estime que les hauts revenus augmenteront de 8 à 14 % en 10 ans grâce à l'intelligence artificielle, et les bas revenus pourront varier de -2 à +2 % ; en revanche le FMI prédit au contraire une baisse des inégalités de revenu au sein des pays peu développés et en développement. Quant aux inégalités de patrimoine, elles sont supposées augmenter partout.
L'économiste Daron Acemoğlu craint que l’on cherche non pas à compléter et à faciliter les tâches des travailleurs, mais à les faire rivaliser, à les substituer à l’intelligence artificielle. Il estime que la machine ne permette plus de nos jours de débloquer de nouvelles tâches, qui finit par purement se substituer au travailleur aboutissant au chômage, alors même que ce travailleur est pour l'instant plus productif que l’intelligence artificielle,.